# Home Guard
La Home Guard (inizialmente Local Defence Volunteers o LDV) era una milizia armata cittadina che sosteneva l'esercito britannico durante la seconda guerra mondiale. Operativa dal 1940 al 1944, la Home Guard contava 1,5 milioni di volontari locali altrimenti non idonei al servizio militare, come coloro che erano troppo giovani o troppo vecchi per unirsi ai servizi armati regolari (il servizio militare regolare era limitato a coloro di età compresa tra 18 e 41 anni) e coloro in occupazione riservata. Escludendo quelli già impiegati nelle forze armate, nella polizia civile o nella protezione civile, circa un uomo su cinque era volontario. Il suo ruolo era quello di agire come forza di difesa secondaria in caso d'invasione da parte delle forze della Germania nazista.
La Home Guard doveva cercare di rallentare l'avanzata del nemico anche di poche ore per dare il tempo alle truppe regolari di riorganizzarsi. Doveva anche difendere i punti chiave di comunicazione e le fabbriche nelle retrovie da una possibile conquista da parte di paracadutisti o di una quinta colonna. Uno scopo chiave era quello di mantenere il controllo della popolazione civile in caso di invasione, prevenire il panico ed evitare che le vie di comunicazione venissero bloccate dai profughi per liberare le forze regolari per combattere i tedeschi. La Home Guard continuò a presidiare posti di blocco e a sorvegliare le aree costiere del Regno Unito ed altri luoghi importanti come aeroporti, fabbriche e depositi di esplosivi fino alla fine del 1944, quando venne dismessa. Venne infine sciolta il 31 dicembre 1945, otto mesi dopo la resa della Germania.
Potevano aderire uomini di età compresa tra 17 e 65 anni, sebbene i limiti di età non fossero rigorosamente applicati. In un plotone si arruolarono un quattordicenne e tre uomini ottantenni. Il servizio non era retribuito, ma dava la possibilità ai soldati più anziani o inesperti di sostenere lo sforzo bellico.

## Antefatti
Le origini della Home Guard della seconda guerra mondiale possono essere ricondotte al capitano Tom Wintringham, che tornò dalla guerra civile spagnola e scrisse un libro intitolato How to Reform the Army. Nel libro, oltre a molte riforme dell'esercito regolare, Wintringham richiedeva la creazione di 12 divisioni simili nella composizione a quella delle Brigate internazionali, che erano state formate in Spagna durante il conflitto. Le divisioni sarebbero state create dall'arruolamento volontario mirato a ex militari e giovani. Nonostante il grande interesse da parte del War Office per l'affermazione del libro secondo cui "la sicurezza è possibile", l'appello di Wintringham ad addestrare 100.000 gli uomini immediatamente non venne implementato.

## Formazione
Quando il Regno Unito dichiarò guerra alla Germania il 3 settembre 1939, negli ambienti ufficiali iniziarono i dibattiti sulle possibili modalità con cui l'esercito tedesco avrebbe potuto invadere la Gran Bretagna. Nella prima settimana del conflitto, numerosi rapporti diplomatici e d'intelligence sembravano indicare la possibilità di un imminente assalto anfibio tedesco. Molti ministri governativi ed alti ufficiali dell'esercito, tra cui il Comandante in capo delle Forze nazionali, il generale Walter Kirke, credevano che la minaccia di invasione fosse molto esagerata ed erano scettici, ma altri non lo erano, incluso Winston Churchill, il nuovo Primo lord dell'Ammiragliato.
Churchill sosteneva che una qualche forma di forza di difesa interna avrebbe dovuto essere creata da persone che non erano idonee a prestare servizio nelle forze regolari ma desideravano servire il proprio paese. In una lettera a Samuel Hoare, il Lord del sigillo privato, l'8 ottobre 1939, Churchill chiese la formazione di una forza della Home Guard di 500.000 uomini di età superiore ai 40 anni.

### Le prime formazioni locali
Mentre i funzionari governativi discutevano sulla necessità di una forza di difesa interna, tale forza veniva effettivamente formata senza alcun incoraggiamento ufficiale. Nell'Essex, uomini non idonei alla chiamata alle forze armate si facevano avanti per unirsi alla sedicente "Legion of Frontiersmen". I funzionari vennero presto informati dello sviluppo della legione, con l'Aiutante generale, Sir Robert Gordon-Finlayson, che sosteneva che il governo avrebbe dovuto incoraggiare lo sviluppo di più organizzazioni non ufficiali. Il timore di un'invasione nel 1939 si dissipò rapidamente quando divenne evidente che l'esercito tedesco non era in grado di lanciare un'invasione della Gran Bretagna; l'entusiasmo ufficiale per le forze di difesa interna scemò e allo stesso tempo la legione sembrò essersi sciolta.
La campagna di Francia iniziò il 10 maggio 1940, con la Wehrmacht che invase Belgio, Paesi Bassi e Francia. Entro il 20 maggio, le forze tedesche avevano raggiunto il Canale della Manica e il 28 maggio l'esercito belga si arrese. La combinazione delle operazioni combinate su larga scala organizzate dalla Wehrmacht durante l'invasione della Norvegia in aprile e la prospettiva che gran parte della costa della Manica sarebbe stata presto occupata resero la prospettiva di un'invasione tedesca delle isole britanniche reale in modo allarmante. I timori di un'invasione crebbero rapidamente, stimolati dai rapporti sia della stampa che degli organi governativi ufficiali, di una quinta colonna operante in Gran Bretagna che avrebbe aiutato un'invasione da parte di forze aviotrasportate tedesche.

### La pressione crescente sul governo
Il governo si trovò presto sotto una crescente pressione per estendere l'internamento degli stranieri sospetti per impedire la formazione di una quinta colonna e per consentire alla popolazione d'imbracciare le armi per difendersi da un'invasione. La richiesta di una qualche forma delle forze di difesa interna cominciò presto a farsi sentire dalla stampa e dai privati. Il barone della stampa Lord Kemsley propose privatamente al War Office che i club di fucilieri formassero il nucleo di una forza di difesa interna e Josiah Wedgwood, un deputato laburista, scrisse al primo ministro chiedendo che tutta la popolazione adulta venisse addestrata all'uso delle armi e dotata di armi per difendersi. Appelli simili comparvero nelle colonne dei giornali: nel numero del 12 maggio del Sunday Express, un brigadiere invitò il governo a rilasciare licenze gratuite di armi e permessi per acquistare munizioni a uomini in possesso di armi leggere e, lo stesso giorno, il Sunday Pictorial chiese se il governo avesse preso in considerazione l'idea di addestrare i golfisti al tiro con la carabina per eliminare i paracadutisti vaganti.

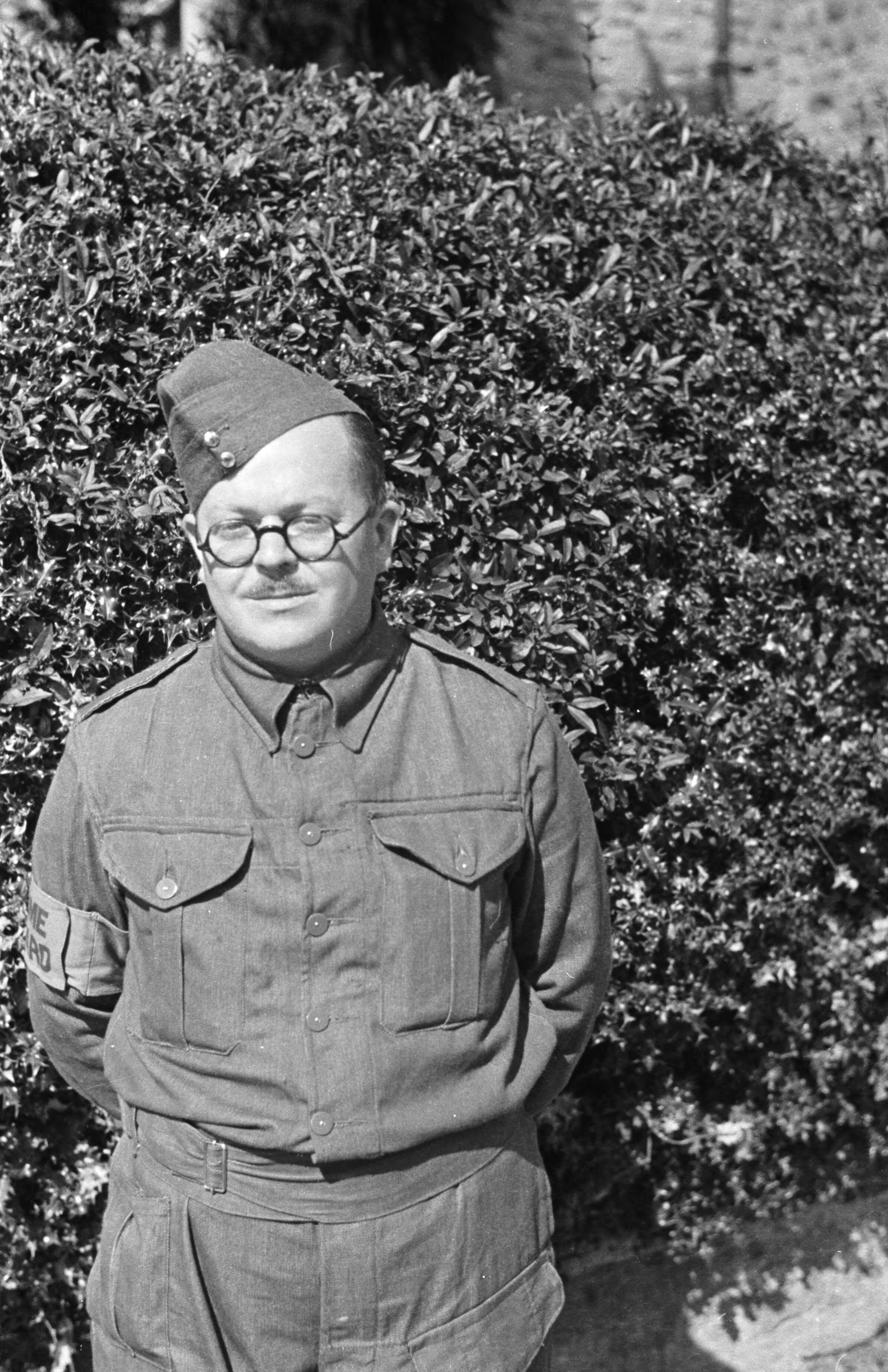
Un membro di un'unità della Home Guard del Montgomeryshire nel 1941

Gli appelli allarmarono il governo e gli alti ufficiali militari, preoccupati per la prospettiva che la popolazione formasse forze di difesa private che l'esercito non sarebbe stato in grado di controllare, e a metà maggio l'Home Office emise un comunicato stampa sull'argomento. Era compito dell'esercito occuparsi dei paracadutisti nemici, poiché qualsiasi civile che portasse armi e sparasse contro le truppe tedesche sarebbe stato probabilmente giustiziato se catturato. Inoltre, qualsiasi paracadutista solitario che scendeva dai cieli nell'estate del 1940 era molto più probabile che si trattasse di un aviatore della RAF abbattuto che di un Fallschirmjäger tedesco.
Tuttavia, presto iniziarono a formarsi forze di difesa private in tutto il paese, spesso sponsorizzate da datori di lavoro che cercavano di rafforzare la difesa delle loro fabbriche. Ciò mise il governo in una posizione scomoda. Le forze private, che l'esercito avrebbe potuto non essere in grado di controllare, avrebbero potuto inibire gli sforzi dell'esercito durante un'invasione, ma ignorare le richieste per la creazione di una forza di difesa interna sarebbe stato politicamente problematico. Una forza di difesa interna sponsorizzata ufficialmente avrebbe consentito al governo un maggiore controllo e consentito anche una maggiore sicurezza attorno alle aree vulnerabili come le fabbriche di munizioni e gli aeroporti; ma c'era una certa confusione su chi avrebbe formato e controllato la forza, con piani separati elaborati dal War Office e dal General Headquarters Home Forces sotto il generale Kirke.
Il governo e gli alti ufficiali militari confrontarono rapidamente i piani e, entro il 13 maggio 1940, elaborarono un piano improvvisato per una forza di difesa interna, che sarebbe stata chiamata Local Defence Volunteers (LDV). La fretta di completare un piano e annunciarlo al pubblico aveva portato ad una serie di problemi amministrativi e logistici, come il modo in cui sarebbero stati armati i volontari della nuova forza, che causarono problemi con l'evoluzione della forza. La sera del 14 maggio 1940, il segretario di Stato per la Guerra Anthony Eden fece una trasmissione radiofonica annunciando la formazione della LDV ed invitando i volontari ad unirsi alle forze: "Non sarete pagati, ma riceverete un'uniforme e sarete armati."

### Il riconoscimento ufficiale e l'arruolamento

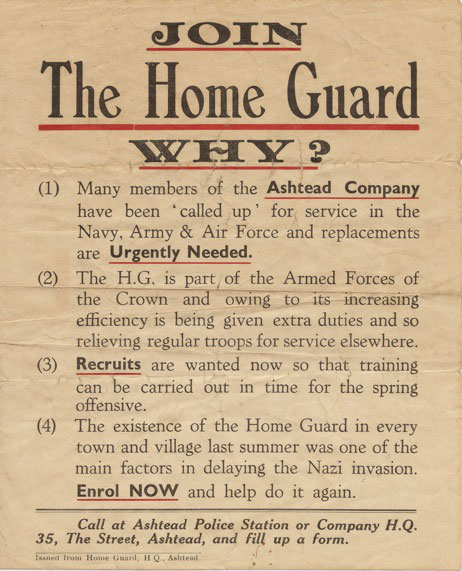
Manifesto di reclutamento per la Home Guard di Ashtead

Nell'annuncio radiofonico ufficiale, Eden invitò gli uomini di età compresa tra 17 e 65 anni in Gran Bretagna che non erano in servizio militare ma desideravano difendere il loro paese da un'invasione ad arruolarsi nella LDV presso la loro stazione di polizia locale. Si prevedeva che fino a 500.000 uomini avrebbero potuto offrirsi volontari, un numero generalmente conforme alle aspettative dell'esercito sul numero totale richiesto per svolgere le funzioni previste dalla LDV. Tuttavia, l'annuncio venne accolto con molto entusiasmo: 250.000 volontari cercarono di iscriversi nei primi sette giorni e a luglio il numero era salito a 1,5 milioni. Gruppi sociali come i club di cricket iniziarono a formare le loro proprie unità, ma la maggior parte erano sul posto di lavoro, soprattutto perché era necessaria la cooperazione dei datori di lavoro per garantire che i volontari fossero disponibili per l'addestramento e le pattuglie operative. In effetti, molti datori di lavoro prevedevano che le unità LDV proteggessero gli impianti industriali dagli attacchi della quinta colonna.
La Home Guard inizialmente non ammetteva le donne nei suoi ranghi. Alcune donne formarono i propri gruppi, come l'Amazon Defence Corps. Nel dicembre 1941, venne costituita una Women's Home Defence (WHD), più organizzata ma ancora non ufficiale, sotto la direzione della dottoressa Edith Summerskill, deputata laburista per Fulham Ovest. I membri della WHD ricevettero addestramento sulle armi e addestramento militare di base. In seguito venne consentito un limitato coinvolgimento femminile, fermo restando che costoro sarebbero state nei tradizionali ruoli di supporto femminile (ad esempio, impiegata, guida) e non sarebbero state viste in alcun modo come combattenti.

### La logistica e le questioni di supporto pratico

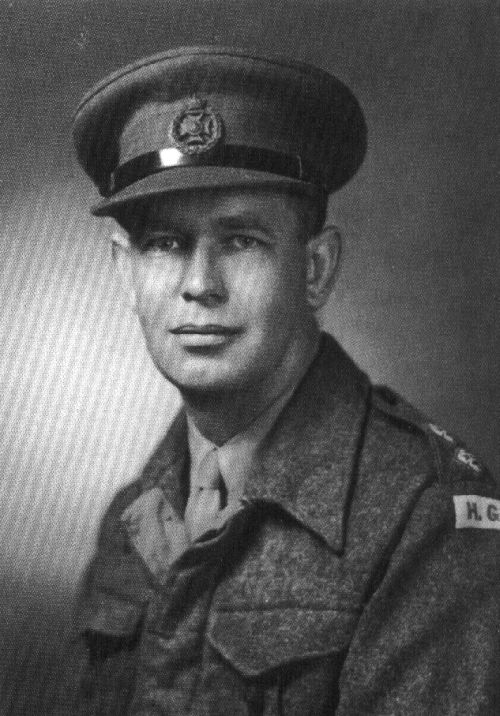
Tenente Percy Reginald Tucker della Bermuda Home Guard (con il distintivo del berretto del Bermuda Volunteer Rifle Corps)

Il War Office continuò a gettare le basi amministrative e logistiche per l'organizzazione della LDV. Le parole pubbliche di Eden vennero generalmente interpretate come una promessa esplicita di fornire a chiunque si offrisse volontario un'arma da fuoco personale. In retrospettiva, si riconobbe che il reclutamento sarebbe stato meglio limitato al numero richiesto (e in grado di essere armato), con i volontari successivi che avrebbero avuto posti in lista d'attesa. Tuttavia, una volta arruolati i volontari, era considerato impossibile dal punto di vista delle pubbliche relazioni dimetterli. Tuttavia, le forze regolari non vedevano alcuna priorità nel fornire alla nuova forza più armi ed equipaggiamenti di quanto sarebbe stato necessario se i numeri fossero stati adeguatamente limitati in primo luogo.
Nei telegrammi ai lord luogotenente di ciascuna contea venne spiegato che le unità LDV avrebbero operato in aree militari predefinite già utilizzate dall'esercito regolare, con un ufficiale di stato maggiore che si sarebbe coordinato con i commissari regionali civili per dividere queste aree in zone più piccole. A Londra ciò venne organizzato sulla base dei distretti di polizia. Il 17 maggio, la LDV ottenne lo status giuridico ufficiale quando il Consiglio privato emise il Defence (Local Defence Volunteers) Order in Council e vennero emessi ordini dal War Office ai quartier generali dell'esercito regolare in tutta la Gran Bretagna, spiegando lo status delle unità LDV; i volontari sarebbero stati divisi in sezioni, plotoni e compagnie ma non sarebbero stati pagati e i leader delle unità non avrebbero ricoperto incarichi né avrebbero avuto il potere di comandare le forze regolari.
L'attuazione della legislazione si rivelò estremamente difficile, in particolare perché l'obiettivo principale del War Office e del General Headquartes Home Forces era l'operazione Dynamo, l'evacuazione della British Expeditionary Force da Dunkerque tra il 27 maggio e il 4 giugno 1940. L'apparente mancanza di concentrazione portò molti membri della LDV a diventare impazienti, in particolare quando venne annunciato che i volontari avrebbero ricevuto solo bracciali stampati con "L.D.V." su di loro finché non fossero state fabbricate uniformi adeguate e non si faceva menzione della consegna di armi alle unità. L'impazienza portò molte unità a condurre le proprie pattuglie senza permesso ufficiale, spesso guidate da uomini che avevano precedentemente prestato servizio nelle forze armate.
La presenza di molti veterani e la nomina di ex ufficiali come comandanti delle unità LDV non fecero altro che peggiorare la situazione, con molti che credevano di non aver bisogno di addestramento prima di ricevere le armi. Ciò portò a numerose denunce da parte del War Office e della stampa e a molti ex alti ufficiali che tentarono di usare la loro influenza per ottenere armi o il permesso di iniziare il pattugliamento. La questione delle armi ad unità LDV era particolarmente problematico per il War Office, poiché si riconosceva che il riarmo e il riequipaggiamento delle forze regolari avrebbero dovuto avere la precedenza sulla LDV. Tutte le armi da fuoco civili, in particolare fucili e pistole, in precedenza dovevano essere consegnate alle stazioni di polizia locali e la polizia spesso permetteva ai volontari di recuperarle per i loro compiti LDV. Nelle zone rurali, gli utilizzatori volontari di fucili inizialmente si organizzavano in gruppi di vigilanti, soprannominati dalla stampa the parashots, per osservare il cielo mattutino cercando i paracadutisti tedeschi.
Per il consumo pubblico (e nemico), il governo sosteneva che rimanevano grandi scorte di fucili Lee-Enfield della prima guerra mondiale, ma le scorte di riserva totali effettive ammontavano a 300.000, ed erano già state destinate per l'espansione dell'esercito di 122 battaglioni di fanteria. Invece, il War Office emise istruzioni su come fabbricare bombe molotov e vennero emessi ordini di emergenza per fucili Ross dal Canada. In assenza di armi adeguate, le unità locali improvvisavano armi, in particolare granate, mortai e lanciagranate, da qualunque cosa capitasse a portata di mano, e l'eredità dell'improvvisazione autosufficiente di fronte a ciò che veniva interpretato come disprezzo ed ostruzione ufficiale doveva rimanere una caratteristica della Home Guard per tutto il tempo della sua esistenza.

### I problemi sul ruolo, il basso morale e i problemi di disciplina
Un altro problema incontrato durante l'organizzazione della LDV fu la definizione del ruolo che l'organizzazione avrebbe dovuto svolgere. Inizialmente, agli occhi del War Office e dell'esercito, la LDV avrebbe dovuto agire come una "polizia armata" che, in caso di invasione, avrebbe dovuto presidiare i posti di blocco, osservare i movimenti delle truppe tedesche, trasmettere informazioni alle forze di polizia regolari e sorvegliare luoghi d'importanza strategica o tattica. Il War Office credeva che la LDV avrebbe agito meglio in un ruolo così passivo a causa della sua mancanza di addestramento, armi ed equipaggiamento adeguato. Tale ruolo si scontrava con le aspettative dei comandanti e dei membri della LDV che credevano che l'organizzazione sarebbe stata più adatta a un ruolo attivo di caccia ed uccisione di paracadutisti e quintacolonnaisti, così come ad attaccare ed infastidire le forze tedesche.
"Nella mente popolare erano i terrori sia del paracadutista nazista che del traditore della quinta colonna ad essere la nemesi della Home Guard, il suo nemico naturale. Questo nonostante la Home Guard in realtà passasse la maggior parte del suo tempo a prepararsi a difendere i "punti nodali" dagli attacchi dei carri armati, operando artiglieria antiaerea o localizzazione di bombe inesplose."
Lo scontro causò problemi di morale e ancor più denunce alla stampa e al War Office da parte dei membri della LDV che si opponevano, a loro avviso, al fatto che il governo li lasciasse indifesi e li collocasse in un ruolo non combattente. Le lamentele sul ruolo della LDV e i continui problemi incontrati dal War Office nei suoi tentativi di rivestire e armare la LDV, portarono il governo a rispondere alle pressioni pubbliche in agosto, ridefinendo il ruolo della LDV per includere il ritardare e ostacolare le forze tedesche con ogni mezzo possibile. Sempre in agosto, l'Home Office e l'MI5 istituirono l'Invasion List, un elenco di circa 1.000 persone la cui "recente condotta o parole indicavano che probabilmente avrebbero aiutato il nemico" e che sarebbero state arrestate dalla polizia in caso di invasione, sperando così di prevenire le aspettative di molti volontari LDV di essere poi autorizzati agire come "giudice, giuria e boia" di potenziali collaboratori e quintacolonnaisti.
Allo stesso tempo, Churchill, che aveva assunto la carica di primo ministro nel maggio 1940, venne coinvolto nella questione dopo essere stato avvisato dei problemi, ottenendo il 22 giugno 1940 una sintesi dell'attuale posizione della LDV dal War Office. Dopo il riassunto, Churchill scrisse a Eden affermando che, a suo avviso, una delle principali cause di problemi disciplinari e morali derivava dal titolo poco interessante della LDV e suggerendo che venisse ribattezzata "Home Guard". Nonostante la resistenza di Eden e di altri funzionari governativi, che notarono che un milione di bracciali "LDV" era già stato stampato e che il costo per stampare un altro milione di bracciali "Home Guard" sarebbe stato eccessivo, Churchill non si lasciò dissuadere. Il 22 luglio, la LDV venne ufficialmente ribattezzata Home Guard. Churchill si pronunciò in modo decisivo sulla questione se i volontari civili avessero dovuto resistere attivamente alle forze tedesche, anche a costo di mettersi fuori dalla protezione delle Convenzioni di Ginevra. Il codice bellico, sottolineò, era stato redatto con il preciso intento di evitare che i combattenti sconfitti combattessero fino all'ultimo. Tuttavia, nella lotta contro il nazismo, qualsiasi risultato, inclusa la completa distruzione di una città e il massacro della sua popolazione, sarebbe stata preferibile all'accettazione del dominio nazista.

### Lo status formale di combattenti
La Home Guard nel 1940 era una milizia civile armata in uniforme, del tutto distinta dalle forze armate regolari. I volontari originariamente non avevano un grado militare riconosciuto, non erano soggetti alla disciplina militare e potevano ritirarsi (o essere ritirati dai loro datori di lavoro) in qualsiasi momento. Nel 1941 vennero introdotti gradi nominali per gli "ufficiali" della Home Guard e nel 1942 venne implementata la coscrizione limitata destinata alle circostanze in cui le forze della Home Guard stavano assumendo incarichi dalle forze regolari (principalmente artiglieria costiera e batterie antiaeree) e i non ufficiali volontari divennero "soldati". I volontari rimasero legalmente civili e la mancata partecipazione quando veniva loro ordinato veniva punita dalle autorità civili. Tuttavia, il governo britannico sosteneva costantemente che il servizio della Home Guard doveva essere svolto rigorosamente solo con un'uniforme approvata. I volontari in uniforme sarebbero stati combattenti legittimi nell'ambito delle Convenzioni di Ginevra e quindi sarebbero stati "prigionieri di guerra" se catturati. Si trattava di un argomento con una lunga storia da quando i civili armati irregolari (in uniforme e non) erano stati ampiamente impiegati dalle nazioni combattenti più piccole durante la prima guerra mondiale, ma i precedenti governi britannici si erano costantemente rifiutati di riconoscere i combattenti irregolari in uniforme catturati come prigionieri di guerra. guerra. In effetti, la maggior parte dei volontari repubblicani irlandesi giustiziati dall'amministrazione britannica in seguito alla Rivolta di Pasqua del 1916 avevano combattuto o almeno si erano arresi indossando le uniformi complete degli Irish Volunteers o dell'Irish Citizen Army. Tuttavia, quella era una rivolta o ribellione di sudditi della Corona e non era del tutto paragonabile ai combattenti in una guerra tra stati sovrani.
Le tradizioni militari tedesche e austriache furono, se non altro, più assolute nel rifiutare qualsiasi riconoscimento dei combattenti della milizia civile come prigionieri di guerra dopo la risposta tedesca ai senza uniforme francs-tireurs che avevano attaccato le forze tedesche durante la guerra franco-prussiana del 1870. Era stata a lungo una pratica militare tedesca standard che i civili che attaccavano le truppe tedesche in aree in cui le forze regolari opposte si erano arrese, ritirate o avevano scelto di non difendere dovessero essere considerati adeguatamente suscettibili di essere colpiti su due piedi. In effetti, la dottrina militare tedesca aveva sempre sostenuto che le loro forze militari avevano inoltre il diritto, in tali circostanze, d'intraprendere rappresaglie contro civili locali disarmati - prendendo e giustiziando ostaggi e radendo al suolo villaggi: "combattere cavallerescamente contro un nemico onesto; gli irregolari armati non meritano quartiere". Le azioni delle forze regolari tedesche durante la seconda guerra mondiale si conformarono costantemente a questi principi: partigiani catturati in Unione Sovietica e nei Balcani, che combattessero in uniforme o meno, vennero uccisi sul posto. Le trasmissioni radiofoniche tedesche descrivevano la Home Guard britannica come "bande di assassini" e non lasciavano dubbi sul fatto che non sarebbero stati considerati combattenti legittimi.

## Organizzazione
Alla fine del 1940, la Home Guard era composta da 1.200 battaglioni, 5.000 compagnie e 25.000 plotoni. Per il suo ruolo difensivo primario, ciascuna sezione venne addestrata ed equipaggiata per operare come un unico "plotone di battaglia" in gran parte indipendente, con un organico operativo compreso tra 25 e 30 uomini alla volta anche se, poiché i volontari avrebbero avuto anche lavori a tempo pieno, il numero di volontari in ciascuna sezione sarebbe stato circa il doppio di quello della struttura. In caso di invasione, i plotoni di battaglia della Home Guard in una città sarebbero stati sotto il controllo generale di un comandante militare dell'esercito e avrebbero mantenuto i contatti con quel comandante con un "corridore" designato (nessuna unità della Home Guard venne dotata di set wireless fino al 1942), che solitamente possedeva una moto. Per il resto il plotone di battaglia era statico, difendeva un'area locale definita e riferiva sull'attività nemica in quella zona, ma non era né equipaggiato né previsto che si unisse alle forze mobili dell'esercito regolare. Ciascuna unità della Home Guard avrebbe stabilito e preparato un punto forte locale, dal quale i "civili" (non Home Guard) sarebbero stati allontanati se possibile, e avrebbe mirato a difendere quel punto forte il più a lungo possibile. Potrebbe essere stata costretta a ritirarsi verso un punto forte vicino ma non si sarebbe arresa finché le munizioni resistessero. La maggior parte delle città di qualsiasi dimensione avrebbe avuto un certo numero di unità della Home Guard, ciascuna delle quali difendeva il proprio punto forte e forniva una "difesa in profondità", che avrebbero dovuto idealmente essere posizionate per offrire fuoco di supporto, coprirsi a vicenda e controllare l'accesso stradale attraverso la città da tutte le direzioni.
Ogni plotone di battaglia aveva un quartier generale di sezione; comandante, secondo in comando, corridore e almeno un tiratore scelto "cecchino" con un fucile M1917 Enfield. La forza combattente del plotone era composta da tre squadre di circa 8 uomini, ciascuna squadra aveva un gruppo di tre uomini con armi automatiche (di solito con una pistola BAR o Lewis) e un gruppo di fucili/bombe armato con fucili M1917, granate e bombe adesive e, se possibile, un mitra Thompson o Sten. Gli uomini senza fucile avrebbero dovuto tutti avere fucili da caccia, se disponibili. Il principio tattico di base era la "difesa aggressiva"; il fuoco sarebbe stato trattenuto finché il nemico non fosse entrato nel perimetro difensivo della città in vigore e poi sarebbe stato attaccato con una potenza di fuoco concentrata di bombe, granate, fucili ed armi automatiche (per quanto possibile dall'alto e dalle retrovie), con il scopo di costringerli a mettersi al riparo nelle vicinanze. Le forze nemiche in ritirata sarebbero state contrattaccate (di nuovo preferibilmente dalle retrovie), il gruppo di armi automatiche di ciascuna squadra forniva fuoco di copertura mentre il gruppo di bombardamento attaccava con granate, mitragliatrici e fucili da caccia. Sarebbe stato necessario uccidere quanti più tedeschi possibile e non fare prigionieri.
Le tattiche di battaglia derivavano sostanzialmente dall'esperienza delle forze della Repubblica spagnola, sebbene attingessero anche all'esperienza dell'esercito britannico (e dell'IRA) in Irlanda. L'enfasi era nel trascinare i tedeschi a combattere nelle aree urbane centrali a breve distanza, dove gli edifici in pietra avrebbero fornito copertura; le linee di comunicazione tra le unità sarebbero state brevi; il potente arsenale di fucili, bombe e granate della Home Guard sarebbe stato molto efficace; e i carri armati e i veicoli tedeschi sarebbero stati vincolati da strade strette e tortuose.

### I ruoli segreti della Home Guard
La Home Guard aveva una serie di ruoli segreti. Ciò includeva unità di sabotaggio che avrebbero disabilitato le fabbriche e gli impianti petroliferi dopo l'invasione. I membri con abilità ed esperienza di sopravvivenza all'aperto (specialmente come guardiacaccia o bracconieri) avrebbero potuto essere reclutati nelle Auxiliary Units, una forza estremamente segreta di unità di guerriglia più altamente addestrate con il compito di nascondersi dietro le linee nemiche dopo un'invasione, emergendo per attaccare e distruggere depositi di rifornimenti, disabilitando carri armati e camion, assassinando collaboratori e uccidendo sentinelle ed alti ufficiali tedeschi con fucili di precisione. Operavano da basi sotterranee segrete pre-preparate, scavate di notte senza alcuna documentazione ufficiale, in boschi, caverne o altrimenti nascoste.
Queste basi nascoste, più di 600 in numero, erano in grado di supportare unità di dimensioni variabili, dalle squadre alle compagnie. In caso di invasione, tutte le unità ausiliarie sarebbero scomparse nelle loro basi operative e non avrebbero mantenuto i contatti con i comandanti locali della Home Guard, che in effetti avrebbero dovuto essere del tutto ignari della loro esistenza. Quindi, sebbene gli Ausiliari fossero volontari della Home Guard e indossassero le uniformi della Home Guard, non avrebbero partecipato alla fase convenzionale della difesa della loro città ma sarebbero stati attivati una volta che la difesa della Home Guard locale avesse finito d'infliggere il massimo caos e disordine per un ulteriore periodo necessariamente breve ma violento.

### Il combattimento attivo
È un errore comune ritenere che la Home Guard non abbia mai sparato un colpo con rabbia durante tutta la seconda guerra mondiale. In effetti, i singoli membri della Home Guard aiutarono gli uomini dei cannoni antiaerei già durante la Battaglia d'Inghilterra durante l'estate del 1940. Nel 1943, la Home Guard gestiva le proprie batterie dedicate di cannoni antiaerei, razzi, artiglieria di difesa costiera e ingaggiando aerei tedeschi con le loro mitragliatrici. A loro viene attribuito il merito di aver abbattuto numerosi aerei della Luftwaffe e le bombe volanti V-1 che li seguirono nell'estate del 1944. Il primo omicidio ufficiale della Home Guard venne abbattuto su Tyneside nel 1943. La Home Guard dell'Irlanda del Nord prese parte anche a scontri a fuoco con l'IRA.
Una nuova importante funzione emerse per la Home Guard dopo la campagna di bombardamenti tedesca, il Blitz, nel 1940 e nel 1941; con conseguente gran numero di bombe inesplose nelle aree urbane. Le unità della Home Guard si assumevano il compito di localizzare le bombe inesplose dopo le incursioni e, se tali bombe venivano trovate (spesso dopo diversi mesi o anni), normalmente aiutavano a sigillare l'area pericolosa e ad evacuare i civili. La maggior parte delle vittime della Home Guard in tempo di guerra si verificarono nel corso di tale compito. A parte le morti in incidenti, la Home Guard perse un totale di 1.206 membri in servizio a causa di bombe inesplose, attacchi aerei e missilistici durante la guerra.

## Equipaggiamento ed addestramento

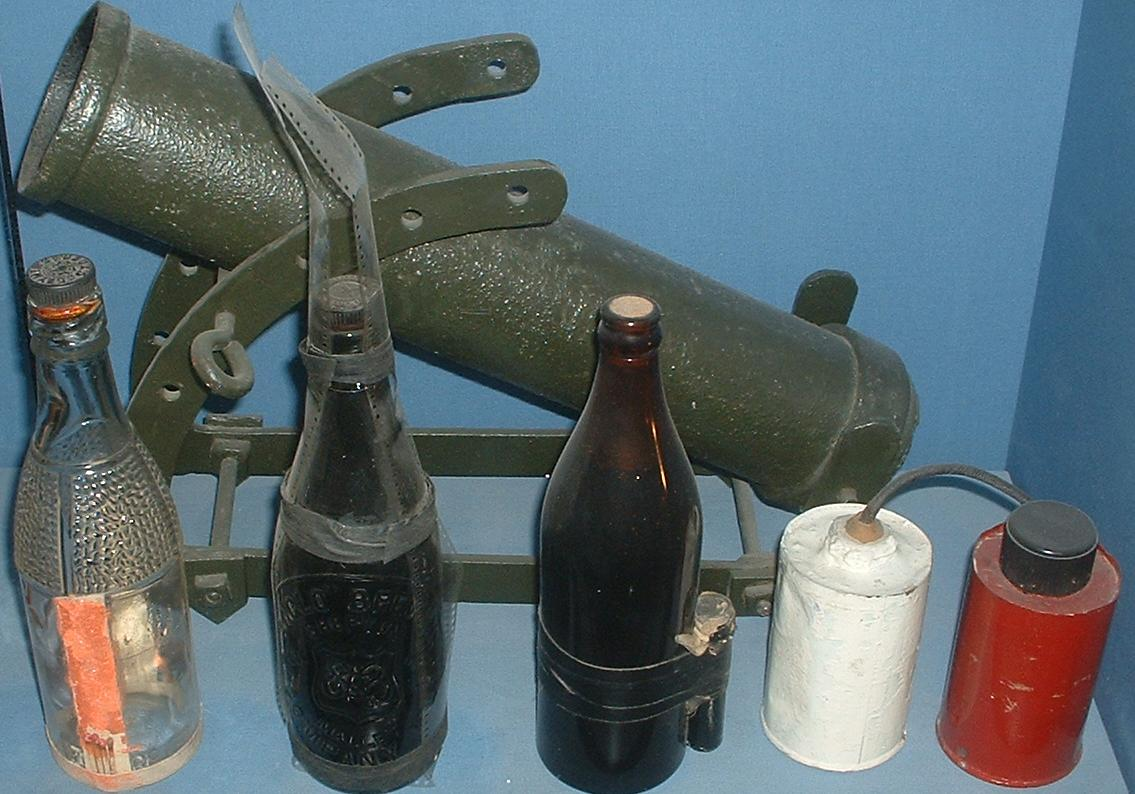
Armi improvvisate della Home Guard britannica.

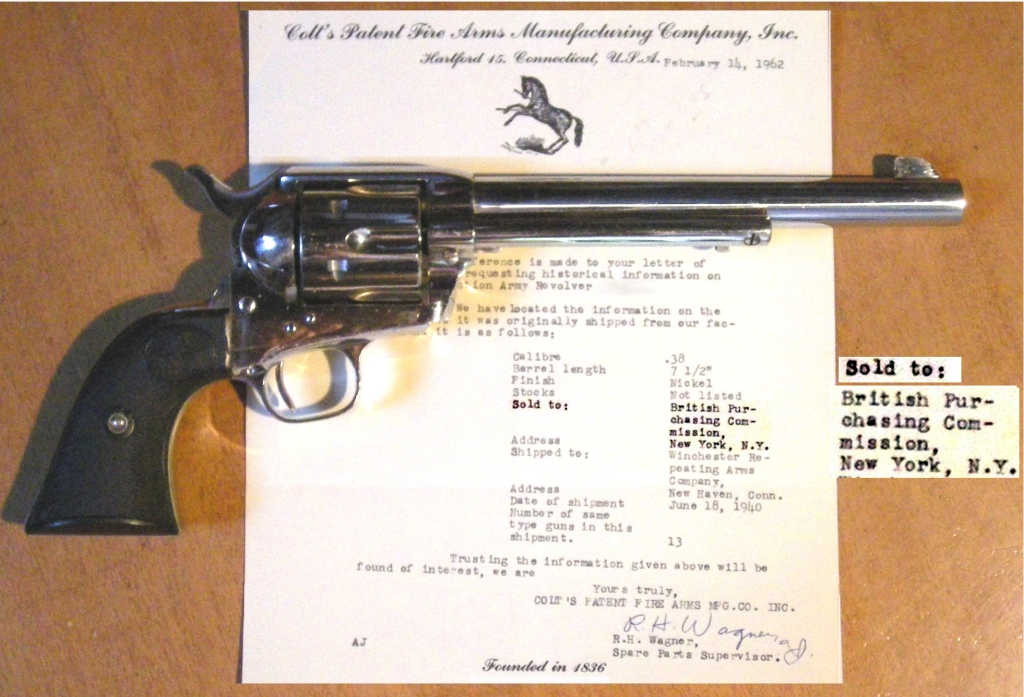
Colt Single Action Army "Battaglia d'Inghilterra".

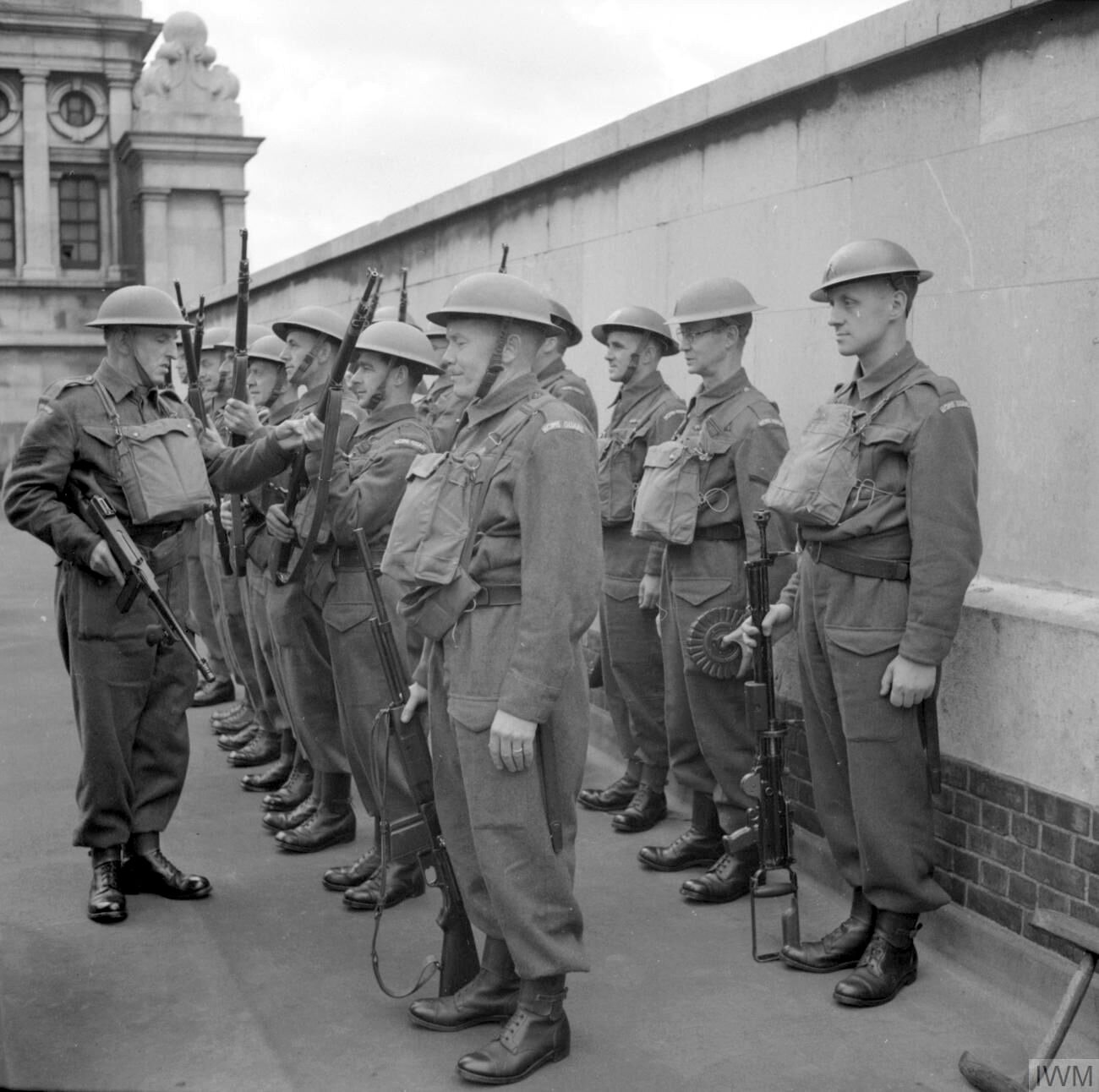
Un plotone della Home Guard nel 1941. Tutti sono equipaggiati con armi fornite dagli Stati Uniti. Il volontario in fondo alla prima fila con il fucile automatico Browning; il volontario in fondo alla fila con una mitragliatrice Mark III* Lewis; accompagnato da un volontario che trasportava un caricatore di munizioni da 47 colpi. Altri volontari visibili hanno fucili M1917 Enfield e il sergente ha un mitra Thompson

Nelle prime settimane gli LDV erano scarsamente armati, poiché le forze regolari avevano la priorità per armi ed equipaggiamento. Poiché nel 1940 il governo non poteva ammettere la grave carenza di armamenti di base per le truppe regolari, l'opinione pubblica rimase profondamente frustrata per la mancata fornitura di fucili alla LDV. I fucili rappresentavano un problema particolare, poiché la produzione interna dei nuovi fucili Lee-Enfield era cessata dopo la prima guerra mondiale e nell'estate del 1940 non erano disponibili in totale più di 1,5 milioni di fucili militari di prima linea utilizzabili. Erano stati stipulati contratti nel Regno Unito, Canada e Stati Uniti per costruire nuove fabbriche per un modello Lee-Enfield aggiornato (designato Rifle No. 4), ma nel 1940 erano ancora lontani dalla produzione in serie. Il ruolo originale della LDV era stato previsto dall'esercito principalmente come osservazione e segnalazione dei movimenti nemici, ma venne rapidamente cambiato in un ruolo più aggressivo. Tuttavia, ci si sarebbe aspettato che combattesse truppe ben addestrate ed equipaggiate, nonostante avessero un addestramento trascurabile e solo armi come bombe fatte in casa e fucili (a tale scopo venne sviluppata una solida munizione per fucili), armi personali, armi da fianco e da fuoco che appartenevano ai musei. Le pattuglie venivano effettuate a piedi, in bicicletta, anche a cavallo e spesso senza uniforme, sebbene tutti i volontari indossassero una fascia al braccio con stampata la scritta "LDV". C'erano anche pattugliamenti fluviali utilizzando le imbarcazioni private dei membri.
Molti ufficiali della prima guerra mondiale si armarono di revolver Mk VI .455 Webley (ci si aspettava che gli ufficiali acquistassero le loro armi da fianco privatamente e le conservassero nella vita civile). Ci furono anche numerosi tentativi privati di produrre veicoli corazzati aggiungendo piastre d'acciaio ad automobili o camion, spesso armati con mitragliatrici. Questi veicoli improvvisati includevano il camion blindato Armadillo, il bunker mobile Bison e l'autoblindo Bedford OXA (alcuni di questi veicoli improvvisati erano gestiti anche dalla RAF per la difesa degli aeroporti).
Lord Beaverbrook, il ministro della produzione aeronautica, aveva sponsorizzato la creazione di emergenza del "Car Armored Light Standard" (una carrozzeria di automobile commerciale con un semplice scafo corazzato e una mitragliatrice leggera), noto come Beaverette, per le forze armate britanniche ma, con grande irritazione del comando dell'esercito britannico, insistette per riservare numeri considerevoli alle unità della Home Guard a guardia dei componenti chiave delle fabbriche aeree. Le unità LDV fecero irruzione nei musei, si appropriarono di tutte le armi trovate e si dotarono di armi private come i fucili. Molti veterani che avevano prestato servizio nella prima guerra mondiale avevano conservato armi da fuoco tedesche come trofei, ma le munizioni erano scarse. I membri del pubblico depositavano i loro fucili sportivi presso le stazioni di polizia locali, per essere utilizzati (su prestito) da parte della LDV, e le stesse forze di polizia locali hanno donato le loro scorte di fucili militari, sempre in prestito, ma questi espedienti hanno fornito solo circa 8.000 fucili (anche se quel numero non includeva l'uso delle proprie armi da fuoco da parte dei volontari).
L'ex comunista e veterano della guerra civile spagnola Tom Wintringham, giornalista e sostenitore chiave della LDV e in seguito della Home Guard, aprì un campo di addestramento privato per la LDV a Osterley Park, fuori Londra, all'inizio di luglio 1940. I metodi di addestramento di Wintringham erano basati principalmente sulla sua esperienza nelle Brigate Internazionali in Spagna. Coloro che avevano combattuto al suo fianco in Spagna addestrarono volontari nella guerra anticarro e nella demolizione. Bert "Yank" Levy era uno dei capi addestratori e le sue lezioni divennero la fonte per un libro sulla guerriglia.
Le forniture di armi leggere alla Home Guard migliorarono radicalmente dopo il luglio 1940, quando il sostegno attivo del presidente degli Stati Uniti Franklin Roosevelt permise al governo britannico di acquistare 500.000 fucili M1917 Enfield e 25.000 fucili automatici M1918 Browning dalle scorte di riserva delle forze armate statunitensi, ma la quantità iniziale molto limitata di fucili standard Lee-Enfield venne ritirata quando le armi americane divennero disponibili, così come lo furono circa 25.000 fucili Pattern 1914 .303 (la versione calibro britannico dell'M1917 Enfield) e 60.000 fucili canadesi Ross. I fucili M1917 Enfield avevano un design più moderno rispetto ai fucili Lee-Enfield forniti alle forze regolari britanniche, entrambi colpivano più duramente e erano più precisi, ma erano più pesanti e notevolmente meno maneggevoli da usare. I fucili automatici Browning M1918 erano privi del supporto bipiede e della maniglia per il trasporto che l'esercito americano aveva applicato nel tentativo di convertire l'arma in una mitragliatrice leggera ma, se usati principalmente come fucile semiautomatico a spalla (come consigliato nei manuali di addestramento della Home Guard), una o due di queste armi in un plotone di battaglia avrebbero potuto fornire una formidabile potenza di fuoco aggiuntiva. Nelle mani di un soldato addestrato, ogni BAR poteva mantenere una cadenza di fuoco fino a 40 colpi singoli al minuto. Inoltre, il governo britannico aveva effettuato ingenti ordini commerciali per fucili mitragliatori Thompson, che vennero consegnati prima alla Home Guard dal 1941 in poi (in particolare alle Auxiliary Units segrete). Il corpo di spedizione britannico aveva perso quasi l'intero stock di mitra Bren durante l'evacuazione di Dunkerque e l'esercito regolare inizialmente ricorse alle mitragliatrici Lewis prebelliche americane come palliativo; ma alla fine del 1940, circa 14.000 di queste mitragliatrici Lewis americane (insieme a circa 4.000 mitragliatrici Browning M1917 americane) erano state consegnate alla Home Guard. Dal punto di vista del War Office, ciò rimuoveva le armi che utilizzavano munizioni statunitensi dall'uso regolare dell'esercito, e aveva l'ulteriore vantaggio che i tre volontari della squadra di mitragliatrici non si aspettavano fucili. Questo modello di mitragliatrice Lewis era stato progettato per essere montato girevole sugli aerei; prima di consegnarlo alla Home Guard, il calcio con manico a vanga venne esteso in un rozzo calcio per le spalle e vennero aggiunti un'impugnatura anteriore in legno e un bipiede triangolare rigido.
Nel giro di pochi mesi, la Home Guard aveva acquisito uniformi ed equipaggiamento adeguati, poiché i bisogni immediati delle forze regolari erano stati soddisfatti. Vennero predisposti treni speciali per portare i fucili M1917 e i fucili automatici Browning alle unità della Home Guard ed entro la fine di luglio tutti erano stati distribuiti. La priorità a metà del 1940 venne data alle unità della Home Guard sulla costa meridionale e nelle Home counties e a coloro che difendevano i principali fornitori dell'industria aerea dagli attacchi aerei e dei paracadutisti e, se fosse avvenuta un'invasione a settembre o ottobre, quelle unità della Home Guard sarebbero state in gran parte ben equipaggiate ed armate per un ruolo di difesa statica, la principale mancanza rimanente era un'efficace granata anticarro in grado di essere lanciata ad una distanza ragionevole. Dopo il settembre 1940, l'esercito iniziò a farsi carico dell'addestramento della Home Guard a Osterley e Wintringham e i suoi associati vennero gradualmente messi da parte. Wintringham si dimise nell'aprile 1941. Ironicamente, nonostante il suo sostegno alla Home Guard, a Wintringham non venne mai permesso di unirsi all'organizzazione a causa di una politica che vietava l'adesione di comunisti e fascisti.

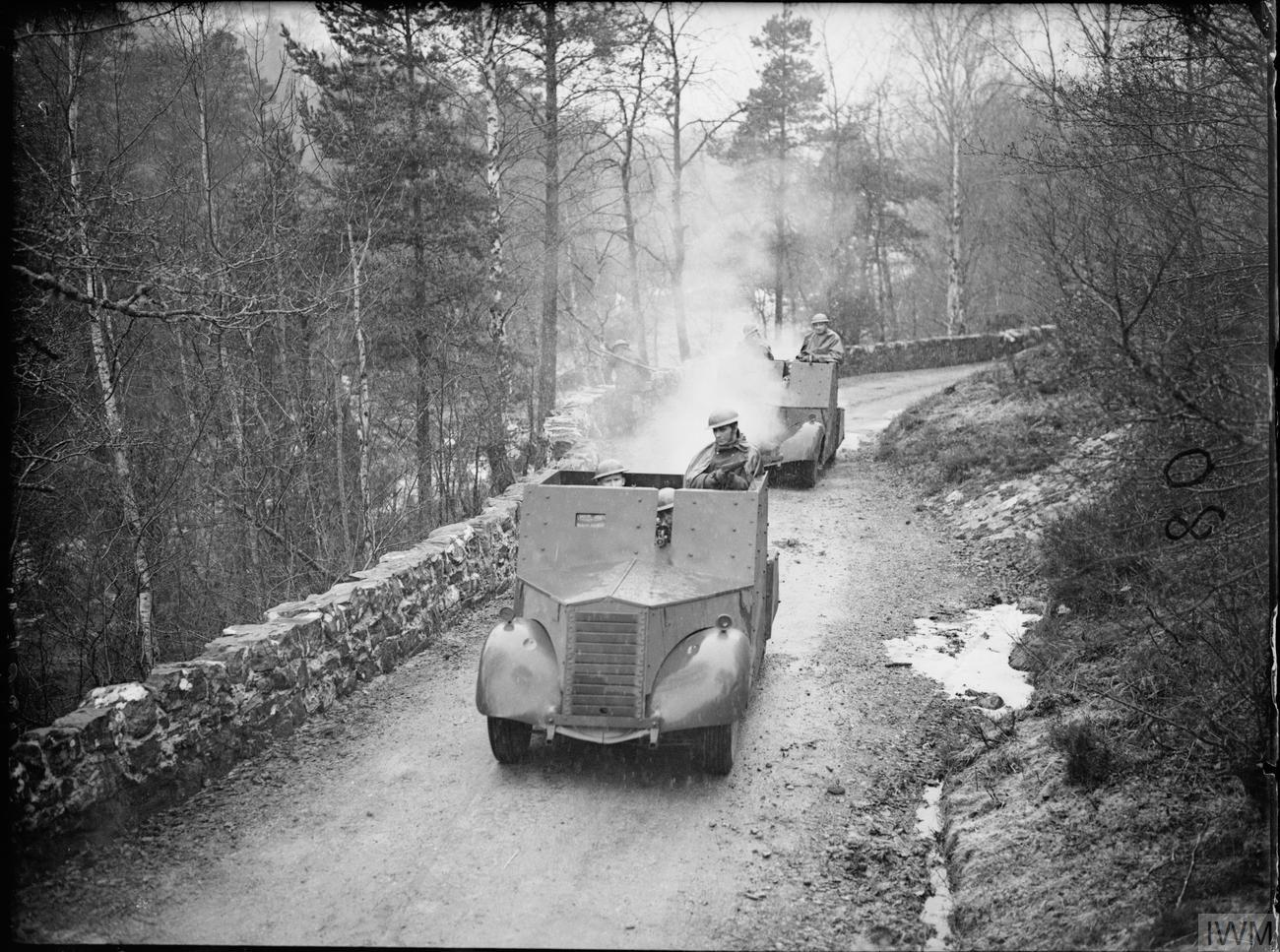
Autoblindo da ricognizione leggera Standard Mk II Beaverette II presidiata da membri della Home Guard nelle Highlands scozzesi, 14 febbraio 1941.

Tuttavia, i membri della Home Guard continuarono ad esprimere insoddisfazione per i loro armamenti fino al 1943 poiché non tutti i 1,5 milioni di membri potevano essere dotati di un proprio fucile o di una pistola. Sebbene un gran numero di fucili M1917 Enfield e fucili automatici Browning fossero stati acquistati per l'uso della Home Guard, avevano dovuto essere faticosamente puliti dal loro grasso di imballaggio pesante cosmoline dalle stesse unità della Home Guard. Tutte le armi americane (M1917 Enfield Rifles, BAR, mitragliatrici leggere Lewis e mitragliatrici Browing M1917) utilizzavano la cartuccia .30-06 Springfield, una cartuccia da 0,30 pollici, un tipo di munizione totalmente diversa dalla più potente 0.303 round utilizzata dal fucile britannico Lee–Enfield in servizio. Una banda rossa da 2 pollici (51 mm) era dipinta attorno all'estremità anteriore del calcio delle armi Enfield e BAR come avvertimento poiché un colpo da 0,303 non si caricava, ma inceppava il fucile.
I mitra Thompson utilizzavano munizioni .45 ACP, ancora una volta non standard dell'esercito britannico, il che era uno dei motivi principali per cui le armi erano state rifiutate per l'uso da parte dell'esercito regolare in primo luogo. In effetti, venne rapidamente accettato che qualsiasi arma che sparasse con munizioni calibro .30 americane sarebbe andata alla Home Guard. Ogni arma veniva fornita con un'adeguata scorta di munizioni: 50 colpi per ogni Enfield, 750 per ogni BAR e fino a 1.000 colpi per le Tommy Guns. Tuttavia, alle unità della Home Guard generalmente non era consentito sparare con loro durante il tiro pratico poiché, fino all'entrata in guerra dell'America, non c'erano scorte di munizioni di riserva, il che rafforzava l'impressione che non fossero armi di prima linea.
Per le esercitazioni di tiro regolari, la Home Guard prese in prestito principalmente poligoni di tiro e armi dal Territorial Army, con un'emissione limitata di munizioni vere .22 e .303. Dal 1942, i mitra Thompson (e le relative munizioni) vennero sempre più ritirati per essere consegnati alle forze del Commando, ma vennero sostituiti da un gran numero di fucili mitragliatori Sten. Per la prima volta, tutti i membri della Home Guard potevano avere la propria arma da fuoco.
L'addestramento della Home Guard a Osterly Park aveva diffuso l'esperienza delle forze repubblicane spagnole, nell'uso di granate e bombe improvvisate nella guerra urbana contro i carri armati. A tale scopo venivano consigliate due armi particolari: la bomba satchel, una carica esplosiva fusa contenuta in una borsa di tela, e la bomba Molotov, una bottiglia di vetro contenente una miscela di benzina e un agente gelificante.
La Guardia Nazionale ereditò armi di cui l'esercito regolare non aveva più bisogno, come l'arma anticarro Blacker Bombard, e armi che non desideravano più, come la sticky bomb. L'arsenale includeva anche armi che potevano essere prodotte a buon mercato senza consumare materiali necessari per produrre armamenti per le unità regolari come il Northover Projector, un mortaio alimentato da polvere nera; la No. 76 Special Incendiary Grenade, una bottiglia di vetro piena di materiale altamente infiammabile ed il cannone Smith, un piccolo cannone d'artiglieria che poteva essere trainato da un'auto.

### LeCroft's Pikes
Alla fine del 1940, la Home Guard aveva accumulato 847.000 fucili, 47.000 fucili da caccia e 49.000 mitragliatrici di vario tipo. Con più di 1.682.000 volontari, 739.000 uomini erano quindi disarmati. Ci furono pochi miglioramenti nel giugno 1941, quando Churchill scrisse al War Office dicendo che "ogni uomo deve avere un'arma di qualche tipo, sia essa solo una mazza o una picca". I funzionari pubblici presero Churchill in parola e ordinarono al Ministero della Produzione Aeronautica 250.000 picche, ciascuna composta da un lungo tubo d'acciaio con una baionetta obsoleta saldata all'estremità. Quando la prima raggiunse la Home Guard, ci fu un tumulto e si pensava che non ne fosse stata effettivamente rilasciata alcuna.
Il capitano Godfrey Nicholson, deputato, parlò a nome della Home Guard quando ha affermato alla Camera dei comuni che la fornitura di picche, "se non intesa come uno scherzo, era un insulto". Lord Croft, il sottosegretario di Stato per la Guerra, avrebbe potuto incolpare Churchill del fiasco ma difese la decisione dicendo che la picca era "un'arma efficacissima e silenziosa". Da allora in poi il suo nome venne collegato alla vicenda. La carenza di armamenti venne risolta quando i primi mitragliatori Sten prodotti in serie entrarono in servizio all'inizio del 1942.

## La quinta colonna
L'invasione tedesca della Polonia nel settembre 1939 era stata supportata da unità irregolari preparate e sollevate da popolazioni di etnia tedesca nella Polonia occidentale. Distaccati al Reggimento Brandeburg, i soldati si equipaggiarono per combattere con le uniformi dei loro avversari o travestite da civili. Poiché le forze armate tedesche si rifiutavano di tollerare le truppe regolari impegnate in tattiche così chiaramente irregolari, i Brandeburger in Polonia prestarono servizio sotto il comando dell'Abwehr, l'intelligence militare tedesca. Nella primavera del 1940 vennero impiegate tattiche di controparte a sostegno delle invasioni tedesche di Norvegia, Belgio e Paesi Bassi, ma il successo tedesco in quelle invasioni fu più sostanzialmente dovuto all'uso di paracadutisti per impadronirsi e mantenere punti chiave di difesa dietro la linea del fronte e per impedire alle forze di difesa di concentrarsi contro le principali forze di terra tedesche. L'opinione pubblica britannica confuse le due tattiche e concluse che la rapidità delle vittorie tedesche in Norvegia, Belgio e Paesi Bassi doveva essere causata dal collegamento dei paracadutisti tedeschi con una "quinta colonna" preparata in ciascun paese di simpatizzanti nazisti e di etnia tedesca.
Ora che la Gran Bretagna avrebbe potuto potenzialmente affrontare un'invasione, la stampa britannica ipotizzò che la Gestapo tedesca avesse già preparato due elenchi di civili britannici: "Il Libro Nero" di noti antifascisti ed ebrei di spicco che sarebbero stati radunati a seguito di un'invasione e "Il Libro Rosso" di "simpatizzanti nazisti" che avrebbero sostenuto gli invasori tedeschi come quinta colonna. La polizia e i servizi di sicurezza si trovarono sommersi da una massa di denunce e accuse contro presunti quinti colonnaisti. Il generale Ironside, comandante in capo delle forze nazionali, era convinto che importanti proprietari terrieri della quinta colonna britannica avessero già preparato piste di atterraggio segrete nel sud-est dell'Inghilterra per l'uso delle forze aviotrasportate tedesche. Lo stato maggiore imperiale, spronato da Churchill, fece pressioni per un diffuso internamento dei simpatizzanti nazisti.
Si pensò brevemente che i peggiori timori del governo fossero stati confermati il 20 maggio 1940. Tyler Kent, un impiegato di cifratura presso l'ambasciata degli Stati Uniti che spiava per conto dei tedeschi, venne arrestato dall'MI5. Kent aveva in suo possesso un registro chiuso con 235 nomi, che erano i registri dei membri prebellici del "Right Club", un'associazione antibellica ed antisemita gestita dal deputato conservatore Archibald Maule Ramsay. Niente di tutto ciò venne reso pubblico all'epoca, ma c'era una diffusa richiesta pubblica che se i nomi nel "Libro rosso" avessero potuto essere ottenuti dai servizi di sicurezza, avrebbero dovuto essere forniti alle unità locali della Home Guard in caso di invasione. Lord Swinton ricevette l'ordine da Churchill di determinare la reale portata della minaccia e di proporre misure per affrontarla. La risposta immediata di Lord Swinton fu che l'internamento dei cittadini britannici con simpatie filo-tedesche avrebbe dovuto essere notevolmente esteso e Oswald Mosley ed altri leader dell'Unione Britannica dei Fascisti vennero internati il 21 maggio 1940, con circa 700 altri sospettati.
Tuttavia, in seguito alla perdita in mare, il 2 luglio 1940, della SS Arandora Star, che trasportava internati tedeschi e italiani in Canada, le impraticabilità e le potenziali ingiustizie dell'internamento divennero più evidenti e la comprensione pubblica della minaccia della quinta colonna cambiò dall'essere diretta contro cittadini nemici verso inglesi di classe medio-alta. Nel giro di poche settimane, i servizi di sicurezza ammisero di non essere stati in grado di confermare alcun caso effettivo di attività organizzata della quinta colonna o anche qualsiasi quintacolonnaista confermato. Churchill, "con un'impressionante dimostrazione di amnesia", affermò alla Camera dei Comuni alla fine di agosto 1940 di aver sempre considerato esagerata la minaccia della quinta colonna e molti dei i detenuti vennero rilasciati silenziosamente. Da quel momento in poi, tuttavia, la principale risposta ufficiale ai timori dell'attività della quinta colonna fu che i nomi di coloro per i quali esistevano sostanziali motivi di sospetto sarebbero stati aggiunti alla "Lista delle invasioni" e che altrimenti l'attività della quinta colonna sarebbe stata contrastata dalla Home Guard.
Non c'era stata una Quinta Colonna attiva effettivamente istituita dai tedeschi in Gran Bretagna nel 1940, anche se un certo numero di simpatizzanti fascisti avrebbero potuto unirsi a una se fossero stati avvicinati. Tuttavia, i volontari della Home Guard continuarono a presumere che una parte importante del loro ruolo militare sarebbe stato quello di arrestare potenziali quinticolonnaisti, dare la caccia e uccidere chiunque potesse mobilitarsi a sostegno di un'invasione ed impedire il loro collegamento con i paracadutisti tedeschi.

## La difesa dai paracadutisti
L'uso di paracadutisti tedeschi a Rotterdam, dove i Fallschirmjäger atterrarono in uno stadio da calcio e poi dirottarono i trasporti privati per raggiungere il centro della città, dimostrò che nessun posto era sicuro. Venne ampiamente riferito che i paracadutisti nei Paesi Bassi erano stati assistiti e guidati da servitori di etnia tedesca nel raggiungere i loro obiettivi e ciò venne segnalato come un fatto dall'ambasciatore britannico. Dal luglio 1940, per contrastare la minaccia di un assalto aereo, la Home Guard presidiava i posti di osservazione, dove i soldati trascorrevano ogni notte a osservare continuamente i cieli ed erano inizialmente armati di fucili da caccia ma rapidamente riequipaggiati con fucili M1917.
I rapporti ufficiali dell'intelligence britannica nel 1940 davano credito alla convinzione che i paracadutisti tedeschi fossero abitualmente impegnati in "sporchi trucchi", apparendo con le uniformi delle forze avversarie o mascherandosi da civili. Si sosteneva che i paracadutisti vaganti separati dalle loro unità avrebbero finto di arrendersi per sopraffare e uccidere i loro rapitori con armi nascoste. Nei primi manuali di addestramento della Home Guard pubblicati (non ufficialmente) tali avvertimenti vennero rafforzati, con il consiglio che "i bugiardi dovrebbero essere trattati tempestivamente e adeguatamente" anche se altrimenti la guida ufficiale della Home Guard avrebbe evitato di mettere per iscritto ordini di "sparare per uccidere".
Dopo la onquista aerea tedesca di Creta nel maggio 1941, vennero rapidamente diffusi in tutta la Home Guard ulteriori consigli sulla difesa contro i paracadutisti, alla luce di ciò che si era appreso sulle tattiche dei Fallschirmjäger. In particolare, venne notato che, nei lanci con paracadute tedeschi, i paracadutisti stessi erano armati solo di pistola e coltello e per un periodo sarebbero stati altamente vulnerabili, finché non avessero individuato e disimballato i contenitori separati dell'attrezzatura caduta. Disperdere le forze regolari britanniche in tutto il paese per fornire una copertura di risposta rapida per potenziali aree di lancio avrebbe gravemente impoverito il principale ordine di battaglia della Difesa interna, ma quel ruolo sembrava fatto su misura per le unità locali della Home Guard e così, per tutto il 1940 e il 1941, la difesa contro i paracadutisti dominò gran parte del pensiero e dell'addestramento della Home Guard. Anche dopo che la minaccia immediata di un'invasione era passata, le unità della Home Guard associate ai principali stabilimenti industriali furono dotate di equipaggiamento extra e di autoblindo Beaverette, specificamente per difendersi da possibili incursioni di paracadutisti.
Per spargere la voce in caso di invasione, la Home Guard creò un codice relativamente semplice per avvisare i propri connazionali. Ad esempio, la parola "Cromwell" indicava che un'invasione di paracadutisti era imminente e "Oliver" significava che l'invasione era iniziata. Inoltre, la Home Guard decise di utilizzare le campane delle chiese come chiamata alle armi per il resto della LDV, il che portò ad una serie di regole complesse che regolavano chi aveva le chiavi del campanile, e in tutti gli altri orari era vietato suonare le campane delle chiese.

## Uniforme

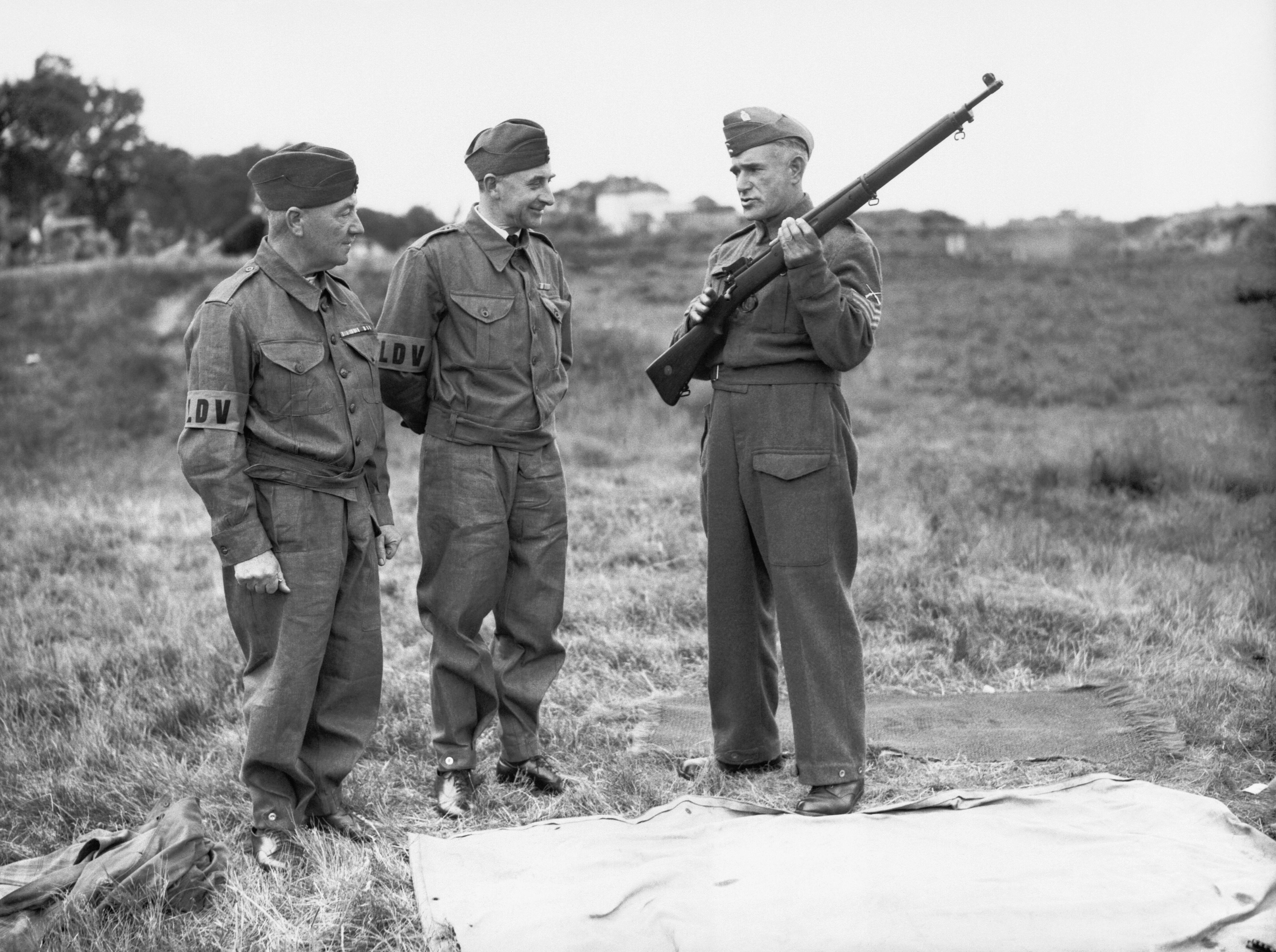
Due Local Defense Volunteers ricevono istruzioni su un fucile Pattern 1914 o M1917 Enfield. I due Volunteers indossano la tuta di jeans sopra i loro vestiti normali, uno di loro indossa colletto e cravatta sotto. Da notare anche la bustina da servizio, il brassard e le scarpe civili indossate senza ghetta. Il sergente istruttore indossa l'abito da battaglia standard.

Il 22 maggio 1940, otto giorni dopo la formazione della LDV, il War Office annunciò che 250.000 bustine da servizio sarebbero state distribuite come prima parte dell'uniforme della nuova forza e che sarebbero stati fabbricati brassard o "bracciali" cachi, ciascuno recante le lettere "LDV" in nero. Nel frattempo, le unità LDV improvvisarono i propri bracciali con qualunque materiale fosse disponibile. Alle filiali locali del Servizio volontario femminile veniva spesso chiesto di produrli, a volte utilizzando vecchie fasce mollettiere donate dai veterani.
L'esercito britannico utilizzava abiti da lavoro larghi chiamati "Tuta da lavoro, Denim" che erano fatti di tessuto twill di cotone color cachi e consistevano in una giacca corta o una "camicetta" e pantaloni. Erano tagliati nello stesso stile e progettati per essere indossati sopra il modello del Battle Dress del 1938. Venne annunciato che 90.000 paia di tute in denim sarebbero state rilasciate immediatamente dai negozi militari e che altre ne sarebbero state distribuite non appena fossero state prodotte.
Il 25 giugno, Anthony Eden annunciò alla Camera dei Comuni che l'uniforme LDV doveva "consistere in una tuta dal design simile a quello dell'abito da battaglia, una bustina da servizio e un bracciale recante le lettere ' L.D.V.'". Il 30 luglio 1940, Eden annunciò inoltre che la Home Guard (com'era stata ribattezzata la LDV) sarebbe stata dotata di stivali militari non appena i rifornimenti fossero diventati disponibili.
La questione delle uniformi procedette lentamente a causa della carenza e della necessità di riattrezzare e ampliare l'esercito dopo la caduta della Francia. Il 14 agosto, Eden annunciò che la fornitura di materiale per realizzare la tuta di jeans era insufficiente e che l'abito da battaglia regolare sarebbe stato rilasciato alla Home Guard come misura provvisoria. Entro la fine del 1940, il gabinetto aveva approvato la spesa di 1 milione di sterline per la fornitura di equipaggiamenti da battaglia all'intera forza. Il 20 agosto 1940 , venne inoltre annunciato che sarebbero state distribuite delle coperte e che l'intenzione era quella di fornire alla Home Guard pastrani.
Con l'avvicinarsi dell'inverno, ci furono molte lamentele da parte delle Home Guards che dovevano pattugliare o fare la sentinella senza il beneficio di un soprabito uniforme. Pertanto, nel frattempo venne frettolosamente progettato e rilasciato un grande mantello fatto di tessuto pesante serge. Non c'era alcuna prospettiva di essere in grado di fornire set sufficienti del 1937 Pattern Web Equipment (incluse cintura, tasche per munizioni e bisaccia) alla Home Guard e quindi venne prodotto un set di equipaggiamento semplificato realizzato in pelle e tela. Particolarmente impopolari erano le scomode "cavigliere" di cuoio che venivano fornite al posto delle ghette di fettuccia indossate dall'esercito. La mancanza di fornitura di elmetti d'acciaio fu molto sentita, soprattutto da quelle Home Guards tenute a prestare servizio di guardia durante il Blitz quando il rischio di essere colpiti da una scheggia di proiettile era alto. Questa situazione venne risolta solo gradualmente.

## Gradi militari
Quando la Home Guard venne costituita per la prima volta, aveva una propria struttura di gradi militari. Come unità di volontari, si pensava che dovesse esserci un sistema di gradi nominati, con ufficiali che non detenevano un incarico del re. Fu solo nel novembre 1940 che si decise di allineare la struttura della Home Guard a quella dell'esercito regolare. Dal febbraio 1941, ufficiali e uomini furono conosciuti con i gradi dell'esercito regolare, tranne per il fatto che "Soldato" non venne utilizzato fino alla primavera del 1942, quando il grado di "Volontario" venne abbandonato a favore di "Soldato". Dopo il novembre 1940, agli ufficiali venne concesso un incarico del re, ma furono considerati di grado basso rispetto a un ufficiale dell'esercito regolare di grado equivalente ed alto rispetto a ufficiali dell'esercito di grado basso.
| Home Guard pre-novembre 1940       | Comandante di zona | Comandante di gruppo | Comandante di battaglione | Comandante di compagnia | Comandante di plotone | Comandante di plotone | Comandante di plotone | Nessun equivalente      | Nessun equivalente       | Nessun equivalente | Comandante di squadra | Comandante di squadra | Comandante di squadra | Volontario |
| Home Guard post-novembre 1940      | Brigadiere         | Colonnello           | Tenente colonnello        | Maggiore                | Capitano              | Tenente               | Sottotenente          | Warrant Officer Class I | Warrant Officer Class II | Nessun equivalente | Sergente              | Caporale              | Vice caporale         | Volontario |
| Insegna grado post-novembre 1940   |                    |                      |                           |                         |                       |                       |                       |                         |                          |                    |                       |                       |                       |            |
| Equivalente dell'esercito regolare | Brigadiere         | Colonnello           | Tenente colonnello        | Maggiore                | Capitano              | Tenente               | Sottotenente          | Warrant Officer Class I | Warrant Officer Class II | Colour Sergeant    | Sergente              | Caporale              | Vice caporale         | Soldato    |

## La partecipazione americana
Churchill aveva riconosciuto che la Home Guard offriva una potente opportunità per promuovere sentimenti filo-britannici negli Stati Uniti e sperava che, incoraggiando l’interesse e la partecipazione degli Stati Uniti nella Home Guard, sarebbe stato possibile portare avanti le sue aspirazioni di portare gli Stati Uniti nella guerra contro la Germania. Sebbene ci fossero anche forti vantaggi pratici nel dirigere le armi provenienti dagli Stati Uniti verso la Home Guard, piuttosto che verso l’esercito regolare, la pronta consegna di un gran numero di moderni fucili e mitragliatrici americani alla Home Guard offriva comunque un’occasione d’oro per la propaganda britannica, che venne ampiamente sfruttata.
Il messaggio che si cercava di diffondere nella propaganda era che "la Gran Bretagna può farcela", che non avrebbe mai ceduto alla dominazione nazista, che sarebbe stata un alleato fedele e anche che la difesa della Gran Bretagna era depositaria di civiltà tradizionale e valori umanitari. Una conseguenza fu quella di stabilire una rappresentazione della Home Guard attraverso film popolari, come La signora Miniver e È andata bene la giornata?, in quanto difendevano villaggi rurali inglesi idealizzati, ma la maggior parte delle unità della Home Guard erano in realtà in paesi e città e la maggior parte dei volontari erano lavoratori dell'industria.

### Committee for American Aid for the Defense of British Homes
Nel novembre 1940 venne formato un comitato per raccogliere donazioni di pistole, fucili, rivoltelle, fucili e binocoli da civili americani da fornire alle unità della Home Guard. Le più utili erano le pistole, in particolare i revolver della polizia, forniti dalle scorte di riserva dei dipartimenti di polizia cittadini degli Stati Uniti, molti dei quali andarono a supportare le unità ausiliarie della Home Guard.

### Il 1st American Squadron della Home Guard

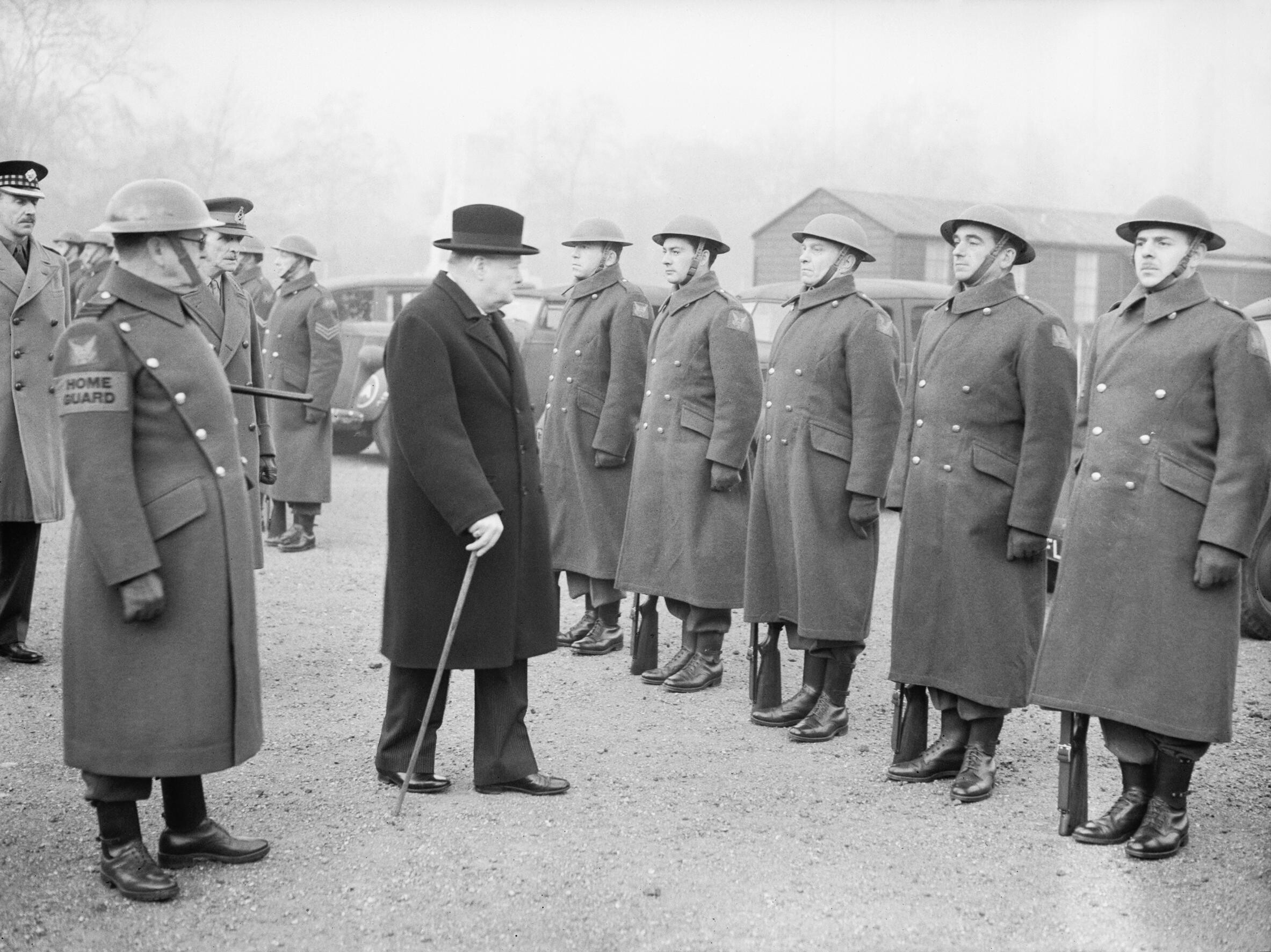
Winston Churchill ispeziona il 1st American Squadron della Home Guard nella Horse Guards Parade, Londra, 9 gennaio 1941. Hanno la fortuna di essere già dotati di pastrani, elmetti d'acciaio, stivali e cavigliere di cuoio, che molti dei loro colleghi stavano ancora aspettando.

Il 17 maggio 1940, l'Ambasciata degli Stati Uniti consigliò ai 4000 americani che vivevano in Gran Bretagna di tornare a casa "il più presto possibile". Un messaggio più severo di giugno avvertiva "che questa potrebbe essere l'ultima opportunità per gli americani di tornare a casa fino a dopo la guerra". A Londra venne formato lo squadrone della Home Guard. Aveva una forza media di 60-70 uomini ed era comandato dal generale Wade H. Hayes.
L'ambasciatore degli Stati Uniti a Londra, Joseph Kennedy, si oppose all'adunata dei cittadini di una potenza neutrale. Temeva che, in caso di invasione, uno squadrone civile avrebbe reso tutti i cittadini dell'America allora ancora neutrale che vivevano a Londra passibili di essere fucilati dai tedeschi invasori come "francs-tireurs".

## Evoluzione e scioglimento

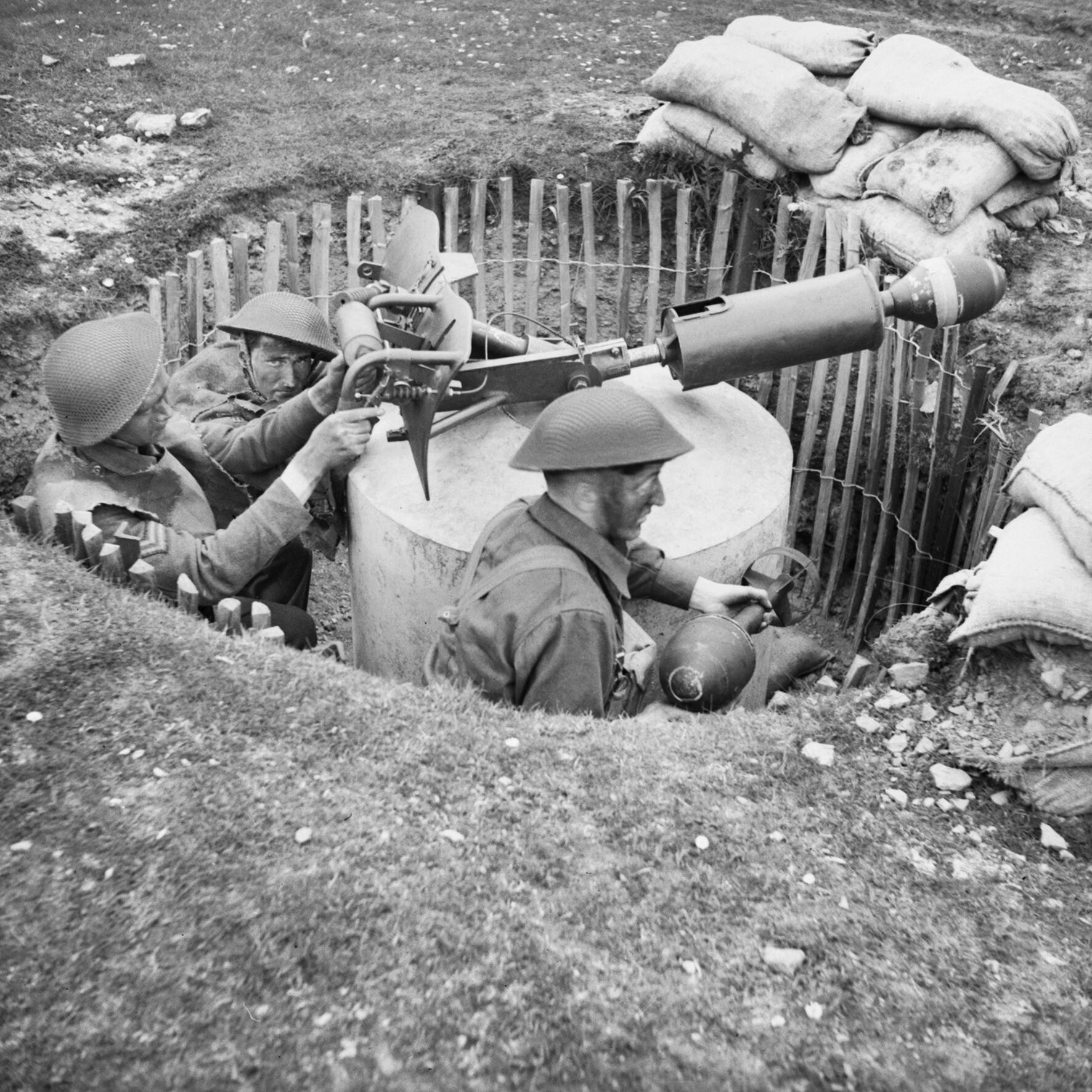
I soldati della Home Guard si addestrano con un mortaio anticarro Blacker Bombard nel maggio 1943. Il mortaio è montato su un pilastro di cemento in una fossa pre-preparata; di cui circa 18.000 scavate

L'invasione tedesca dell'Unione Sovietica nel 1941 indicò chiaramente che non era più prevista un'invasione immediata della Gran Bretagna, ma inizialmente il comando militare britannico non si aspettava che la resistenza sovietica durasse più di pochi mesi e quindi la Home Guard doveva essere mantenuta in piena prontezza nel caso in cui la minaccia tedesca fosse ripresa con maggiore forza una volta che i sovietici fossero stati sconfitti. La Home Guard rimase in vita occupando posti di guardia e svolgendo altri compiti per liberare le truppe regolari per compiti all'estero, in particolare assumendo il funzionamento delle batterie di artiglieria costiera e delle batterie antiaeree (in particolare batterie di razzi per la protezione dei principali siti industriali). Nel 1942, il National Service Act consentiva l'arruolamento obbligatorio nella Home Guard degli uomini di età compresa tra 42 e 51 anni in cui le unità erano al di sotto della forza. Nel frattempo, il grado più basso all'interno della Home Guard, "volontario", venne rinominato "soldato" per corrispondere al normale utilizzo dell'esercito.
Fu solo quando la marea sul Fronte orientale cambiò definitivamente contro la Germania nel 1943 che la necessità militare della Home Guard cominciò a diminuire. Anche così, sia i pianificatori militari che l'opinione pubblica mantenevano il timore che i tedeschi potessero lanciare incursioni commando via mare o via aerea contro obiettivi nell'Inghilterra meridionale per interrompere i preparativi per il secondo fronte o per assassinare i leader alleati. In seguito allo sbarco di successo in Francia e alla spinta degli Alleati verso la Germania, la Home Guard venne formalmente dimessa il 3 dicembre 1944 e definitivamente sciolta il 31 dicembre 1945.

### Riconoscimenti

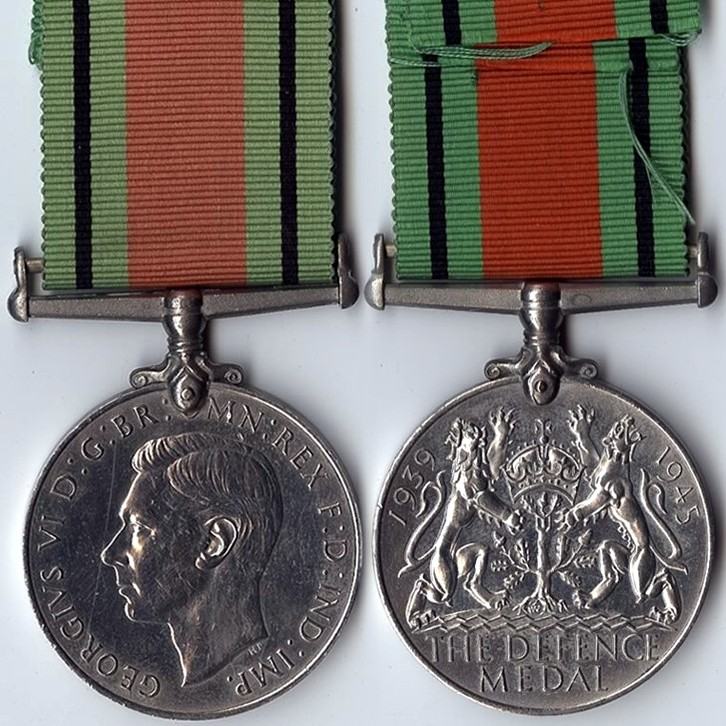
Defence Medal

I membri di sesso maschile venivano premiati con un certificato, recante la scritta: "Negli anni in cui il nostro Paese era in pericolo mortale, (nome) che prestava servizio (data) donava generosamente il suo tempo e le sue forze per farsi pronto per la sua difesa con la forza delle armi e con la sua vita se necessario. Giorgio R.I." Se avesse prestato servizio per più di tre anni e lo avesse richiesto, a un membro sarebbe stata assegnata la Defence Medal. Solo nel 1945 le donne che avevano prestato aiuto come ausiliarie vennero riconosciute con un proprio certificato.

## Impatto sociale
Anthony Eden riassunse la formazione e l'equipaggiamento della Home Guard britannica durante un dibattito alla Camera dei Comuni nel novembre 1940, quando era segretario di Stato per la Guerra: "Nessuno reclamerà per la Home Guard che è un miracolo di organizzazione [...] ma molti sostengono che è un miracolo di improvvisazione e in questo modo esprime il genio particolare del nostro popolo. Se ha avuto successo, come penso, è stato a causa dello spirito della terra e degli uomini della Home Guard".
Il generale Sir John Burnett-Stuart, il comandante del I Battaglione di Aberdeen, commentò che la Home Guard "era il segno esteriore e visibile dello spirito di resistenza". Il capo della polizia di Glasgow suggerì che elementi criminali si fossero uniti alla Home Guard per fare irruzione, entrare e saccheggiare durante l'oscuramento.

## Media
Alison Uttley ha introdotto la Home Guard nella sua serie di racconti per bambini Little Grey Rabbit con Hare Joins The Home Guard nel 1942.
Nel film di successo di Hollywood in tempo di guerra La signora Miniver con protagonista Greer Garson, Clem Miniver (il padre di famiglia) fornisce la propria lancia a motore per formare una "pattuglia fluviale" di volontari per la difesa locale; insieme alla quale attraversa la Manica a sostegno dell'evacuazione di Dunkerque.
Il film di propaganda britannico in tempo di guerra È andata bene la giornata?, con protagonista Thora Hird e realizzato agli Ealing Studios nel 1942, si concentra su come la Home Guard e la popolazione di un villaggio sconfiggono le forze combinate di paracadutisti tedeschi e quintacolonnaisti locali.
Noël Coward scrisse una canzone nel 1943, Could You Please Oblige Us with a Bren Gun?, che prende in giro il disordine e la carenza di rifornimenti e attrezzature che erano comuni nella Home Guard, e in effetti tutta la Gran Bretagna, durante la guerra.
La Home Guard ha avuto un ruolo significativo anche nel film del 1943 di Michael Powell e Emeric Pressburger Duello a Berlino. In esso, il personaggio principale, un soldato di carriera che si era ritirato dalla lista attiva, si unisce alla Home Guard e raggiunge una posizione di comando al suo interno. Programmò un'esercitazione di addestramento della Home Guard per il giorno successivo; in cui lui stesso sarebbe stato il "bersaglio bandiera" designato per la cattura da parte della parte opposta; ma essi infrangono le regole e lo catturano preventivamente in un bagno turco. Il film celebra e giustifica la filosofia fondamentale della Home Guard, secondo cui nella lotta contro il nazismo tutte le precedenti "regole di guerra" erano state rese obsolete.
Il film britannico del 1943 Get Cracking vedeva George Formby nei panni di un caporale della Home Guard che perde e riconquista costantemente il suo chevron. Il plotone di Formby è coinvolto nella rivalità con le sezioni della Home Guard dei villaggi locali Major Wallop e Minor Wallop. Alla fine del film Formby viene promosso a sergente dopo aver inventato un'arma segreta: un carro armato fatto in casa.
L'Home Guard è apparso anche nel film Disney del 1971 Pomi d'ottone e manici di scopa.
Nell'ultimo della sua serie di monologhi Old Sam, Stanley Holloway scrisse del protagonista della serie, Sam, che tentava di arruolarsi nell'esercito allo scoppio della guerra nel 1939. Nella serie, Sam è un militare che ha combattuto nella battaglia di Waterloo e nella prima guerra mondiale da adulto. Nel monologo che tratta della seconda guerra mondiale, Sam viene inviato alla Home Guard invece che in prima linea, con suo grande stupore, e mentre è lì scopre che le sue storie di gloria vengono sfatate da un altro personaggio che si scopre essere il duca di Wellington, con il quale combatté nella battaglia di Waterloo.
La Home Guard appare in una scena del film Anni '40 (1987) quando un'unità abbatte un pallone di sbarramento e nell'episodio War Games del 2003 della serie poliziesca britannica Foyle's War, ambientata a Hastings durante la seconda guerra mondiale. Nel 2010, un episodio dello spin-off di Doctor Who Le avventure di Sarah Jane presentava Clyde Langer trasportato sulla costa britannica durante la seconda guerra mondiale e presentava la Home Guard.

### L'esercito di papà
La Guardia Nazionale è stata immortalata nella commedia televisiva britannica Dad's Army, che seguiva la formazione e il funzionamento di un plotone nella città immaginaria della costa meridionale di Walmington-on-Sea, ed è ampiamente considerato come aver mantenuto gli sforzi della Home Guard nella coscienza pubblica. Venne scritto da Jimmy Perry e David Croft ed era vagamente basato sulle esperienze di Perry nella Home Guard. In onda su BBC Television dal 31 luglio 1968 (The Man and the Hour) al 13 novembre 1977 (Never Too Old), la sitcom andò in onda per 9 stagioni ed 80 episodi in totale (74 episodi regolari, 3 episodi mancanti e 3 speciali di Natale). più una versione radiofonica basata sulle sceneggiature televisive, due lungometraggi e uno spettacolo teatrale. La serie ottenne regolarmente un pubblico di 18 milioni di spettatori ed è ancora ripetuta in tutto il mondo.
Dad's Army si concentra principalmente su un plotone di volontari della Home Guard non idonei al servizio militare per motivi di età, e come tale la serie presentava principalmente attori britannici più anziani, tra cui Arthur Lowe, John Le Mesurier, Arnold Ridley e John Laurie (Ridley e Laurie avevano prestato servizio nella Home Guard durante la guerra). Tra i relativamente giovani del cast regolare c'erano Ian Lavender, Clive Dunn (che interpretava l'anziano Jones), Frank Williams, James Beck (che morì improvvisamente durante la produzione della sesta stagione del programma nel 1973) e Bill Pertwee.
Nel 2004, Dad's Army è stata votata al quarto posto in un sondaggio della BBC per giudicare la migliore sitcom britannica. Si era classificata al 13º posto nella lista dei 100 migliori programmi televisivi britannici stilata dal British Film Institute nel 2000 e votata dai professionisti del settore. La serie ha influenzato la cultura popolare nel Regno Unito, con gli slogan e i personaggi della serie ben noti. Ha messo in luce un aspetto dimenticato della difesa durante la seconda guerra mondiale. La rivista Radio Times ha elencato "Sei stupido, ragazzo!" di Captain Mainwaring tra le 25 più grandi critiche in TV. Un film con Bill Nighy, Sir Michael Gambon, Toby Jones e Sir Tom Courtenay è stato rilasciato nel 2016.

## Onorificenze
| Premiati nella Home Guard                                         | Nastro                                             | Medaglia                                              | Note               |
| 2 (comandante di sezione George Inwood), (tenente William Foster) |                                                    | George Cross (GC)                                     | Entrambi postumi   |
| 24                                                                |                                                    | Commendatore dell'Ordine dell'Impero britannico (CBE) | Divisione militare |
| 129                                                               | Ufficiale dell'Ordine dell'Impero britannico (OBE) | Divisione militare                                    |                    |
| 396                                                               | Membro dell'Ordine dell'Impero britannico (MBE)    | Divisione militare                                    |                    |
| 13                                                                |                                                    | George Medal (GM)                                     |                    |
| 408                                                               |                                                    | British Empire Medal (BEM)                            | Divisione militare |
| 1                                                                 |                                                    | British Empire Medal (BEM)                            | Divisione civile   |
| 1                                                                 |                                                    | Military Medal (MM)                                   |                    |
| ?                                                                 |                                                    | Defence Medal                                         |                    |
| 1                                                                 |                                                    | Menzione nei dispacci                                 |                    |
| 58                                                                |                                                    | Encomio del Re per condotta di coraggio               | 2 furono postumi   |

## Ritorni postbellici della Home Guard

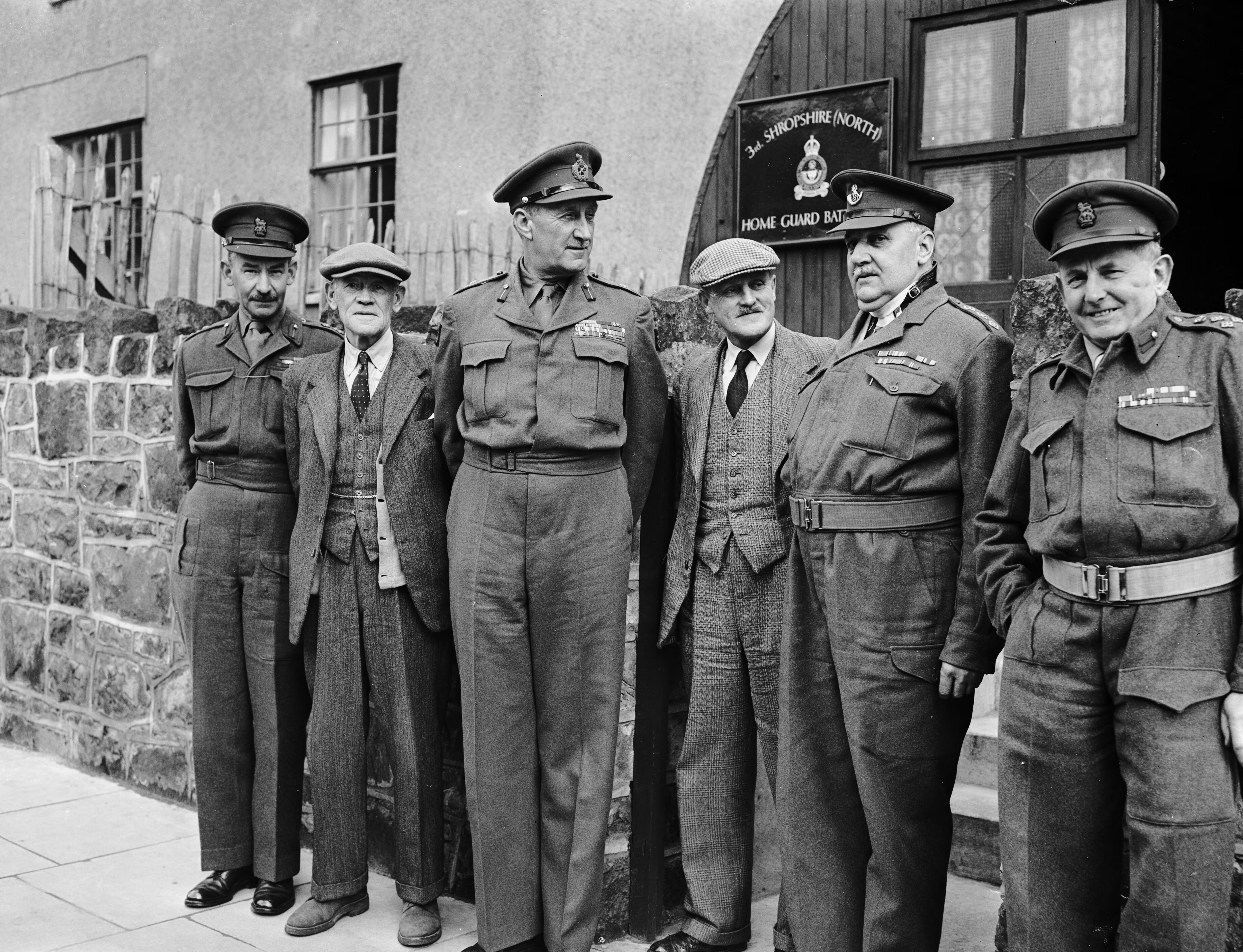
Tenente generale Lashmer Whistler (ufficiale generale comandante in capo del Western Command) con i comandanti locali della Home Guard a Oswestry, 1954

### Home Guard (1952-1957)
Non molto tempo dopo lo scioglimento della Home Guard, si cominciò a suggerire di rilanciarla di fronte a una nuova minaccia da parte dell'Unione Sovietica. Il primo passo ufficiale fu un documento del Direttore delle operazioni militari (DMO) nel novembre 1948, che venne successivamente incorporato in un rapporto del Comitato esecutivo del Consiglio dell'Esercito (ECAC). I ruoli suggeriti includevano il contrasto all'insurrezione di ispirazione comunista, nonché la protezione dei punti vulnerabili ed i compiti anti-invasione. Nel maggio 1949 venne istituito un gruppo di lavoro parlamentare della Home Guard per esaminare le questioni sollevate, che portò al completamento di un ulteriore rapporto nell'agosto 1950.
Sebbene fosse iniziata la pianificazione preliminare, come l'identificazione di comandanti di battaglione idonei, non venne fatto nulla di concreto a causa di vincoli finanziari. Fu solo quando Winston Churchill divenne di nuovo primo ministro e ministro della Difesa nelle elezioni generali dell'ottobre 1951 che i preparativi per rilanciare la Home Guard iniziarono sul serio. Churchill predisse che ci sarebbe potuto essere un assalto alla Gran Bretagna da parte di "ventimila o giù di lì" paracadutisti sovietici (una valutazione del rischio non venne richiesta fino al marzo 1953, il cui risultato fu che "i capi di stato maggiore credono che i russi non prenderebbero in considerazione un simile passo – con o senza bombardamento atomico. [...]").
Il discorso dal trono del 6 novembre 1951 conteneva l'intenzione di "prendere le misure necessarie... per ristabilire la Home Guard". Mentre la legislazione necessaria era in fase di approvazione in parlamento, i capi di stato maggiore produssero ancora un altro rapporto, delineando la forma finale che dovrebbe assumere la nuova Home Guard. La forza sarebbe stata composta da due categorie di battaglioni; 162 sarebbero stati di "Categoria A" e avrebbero reclutato il 60% della forza prevista in tempo di guerra, mentre 397 battaglioni di "Categoria B" sarebbero stati costituiti su base "en cadre", uno stato maggiore ridotto di ufficiali addestrati e sottufficiali che avrebbe potuto essere ampliato in caso di crisi. La maggior parte dei battaglioni di categoria A si sarebbero trovati nel sud e nell'est dell'Inghilterra. L'Home Guard Act 1951 ricevette l'assenso reale il 7 dicembre. Le iscrizioni iniziarono il 2 aprile 1952. Lo scopo era reclutare 170.000 uomini nel primo anno, ma nel novembre 1952 solo 23.288 erano stati arruolati, con altri 20.623 uomini che si erano uniti ad un "Reserve Roll" (inizialmente chiamato "Registro soprannumerario") per l'iscrizione in caso di emergenza.
L'uniforme consisteva in un abito da battaglia modello standard del 1949 e un berretto blu notte indossati dal resto dell'esercito. I battaglioni scozzesi indossavano un Balmoral bonnet. Vennero forniti un elmetto e un cappotto, insieme alla fettuccia modello 1937. Le armi leggere fornite alla Home Guard erano il fucile Lee-Enfield n. 4 Mk 1 e il fucile mitragliatore Mk II Sten; la mitragliatrice Bren era l'arma automatica della sezione. Le armi di supporto erano l'obsoleto PIAT proiettore anticarro, la mitragliatrice media Vickers e il mortaio da 2 pollici. Un distaccamento della Home Guard guidò la Sezione dell'esercito britannico della processione di stato all'Incoronazione della regina Elisabetta II nel giugno 1953.
Ci furono molte critiche sul costo della Home Guard, in particolare sugli ufficiali a tempo pieno, poiché tutti i battaglioni avevano un aiutante e un quartiermastro retribuiti il cui carico di lavoro era piuttosto limitato, specialmente nelle unità di categoria B. Di conseguenza, il 20 dicembre 1955 venne annunciato che ci sarebbe stata una "riorganizzazione su base di riserva". L'essenza era che tutti i battaglioni sarebbero stati ridotti a una base di "quadri" e il personale retribuito avrebbe dovuto effettuare il cambiamento prima di dimettersi dai propri incarichi o passare al ruolo di riserva entro il 1º aprile 1956. Un certificato di ringraziamento venne rilasciato a coloro che avevano ricoperto un ruolo attivo. Anche quelle riforme non furono sufficienti e il 26 giugno 1957 John Hare, segretario di Stato per la Guerra, annunciò in parlamento che la Home Guard sarebbe stata sciolta il 31 luglio, risparmiando £ 100.000 in quell'anno.

### Home Service Force (1982-1993)
Al culmine della guerra fredda, la Home Service Force venne fondata nel 1982, iniziando con quattro "compagnie pilota". Il reclutamento iniziò sul serio nel 1984, ma fu limitato a coloro che avevano precedentemente prestato servizio nelle forze armate o nelle riserve. Vennero formate circa 48 unità HSF, ciascuna ospitata da un battaglione del Territorial Army esistente. Dopo la fine della guerra fredda, lo scioglimento della forza iniziò nel 1992 come parte del "peace dividend".

## Home Guard celebri

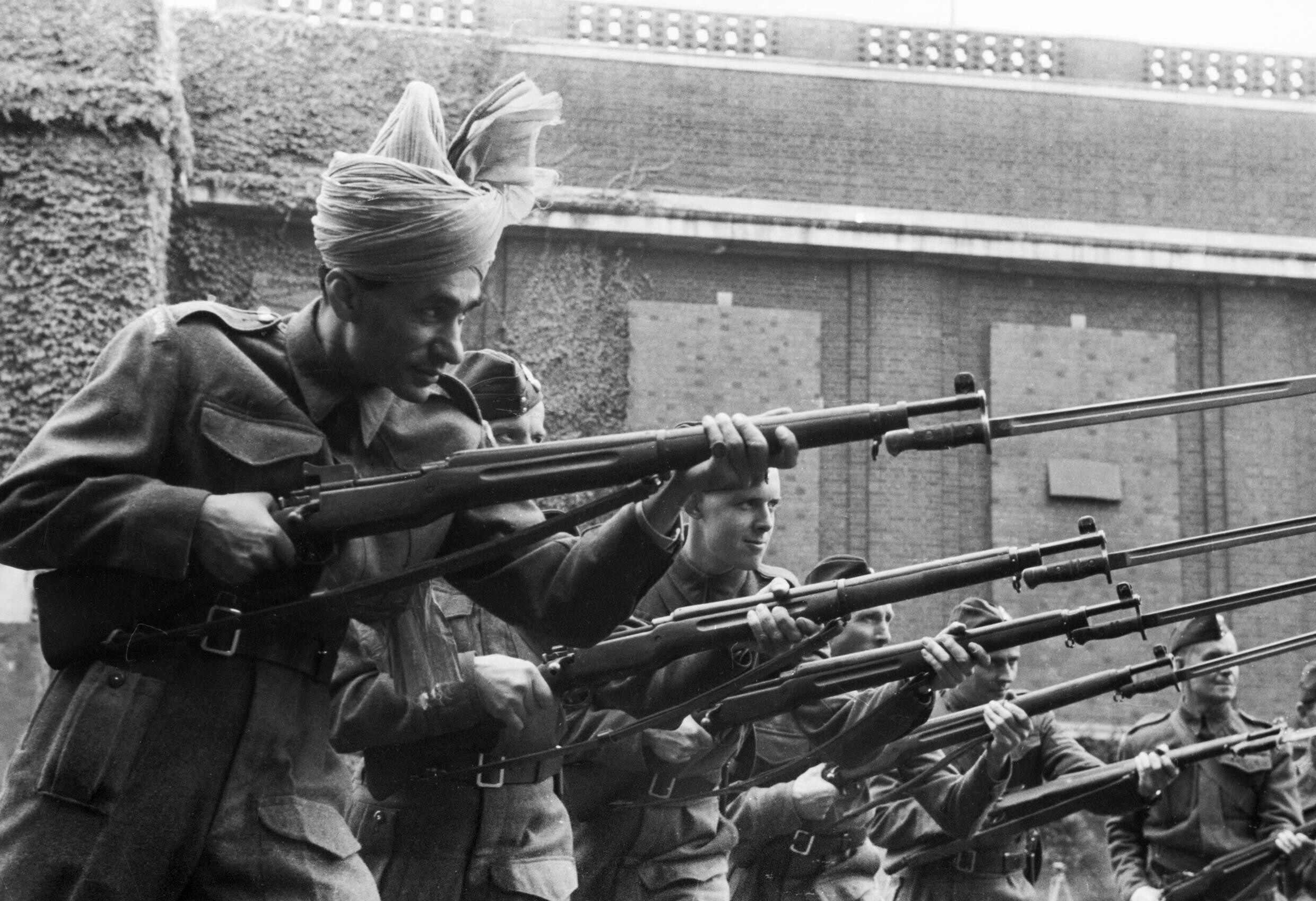
Zulfiqar Ali Bukhari si addestra con la BBC Home Guard al Bedford College nel 1941.

- Tony Benn, politico laburista (Bromyard e Oxted Home Guard), pre-arruolamento nella RAF[36][37]
- John Brophy, soldato anglo-irlandese, giornalista e autore che scrisse più di 40 libri, per lo più basati sulle sue esperienze durante la prima guerra mondiale.
- Zulfiqar Ali Bukhari, presentatore urdu e primo direttore generale di Radio Pakistan (BBC Home Guard)[38]
- Sir Henry Chilton, GCMG, diplomatico, ambasciatore in Cile, Argentina e Spagna durante la guerra civile spagnola[39]
- Cecil Day-Lewis, poeta e successivamente Poeta laureato del Regno Unito (Musbury Home Guard)[40]
- George Formby, attore, cantautore e comico (Blackpool Home Guard, caporale Despatch Rider)[41]
- John Laurie, attore degno di nota in Dad's Army (Paddington Home Guard)
- H. V. Morton, giornalista e scrittore viaggiatore (comandante di plotone di Binsted)[42]
- C. S. Lewis, scrittore (Oxford Home Guard)[43]
- A. A. Milne, autore per bambini (capitano nell'Hartfield and Forest Row Home Guard)[44]
- Patrick Moore, astronomo e presentatore (East Grinstead Home Guard)[45]
- Patrick Munro, politico conservatore ed ex giocatore della nazionale di rugby scozzese (Westminster Palace Home Guard), morto durante l'addestramento a Westminster – l'unico deputato a morire in servizio nella Home Guard.[46][47][48]
- George Orwell, autore e giornalista (sergente, Greenwich Home Guard)[49]
- Jimmy Perry, sceneggiatore, (Barnes e Watford Home Guard)[50]
- Felix Powell, cantautore (Peacehaven Home Guard – suicidatosi in servizio)[51]
- Arnold Ridley, altro attore di Dad's Army (Caterham Home Guard)[52]
- Frank Whitcombe, giocatore della nazionale inglese di rugby (sergente, Wibsey Home Guard)